# Trận Stalingrad
Trận Stalingrad (23 tháng 8 năm 1942 – 2 tháng 2 năm 1943) là một trận đánh lớn diễn ra trong Chiến tranh Xô-Đức giữa Đức Quốc xã cùng với các nước thuộc địa và Hồng quân Liên Xô tại thành phố Stalingrad (nay là Volgograd) ở miền Tây Nam nước Nga. Trận đánh diễn ra từ tháng 8 năm 1942 đến ngày 2 tháng 2 năm 1943, và thường được đánh giá như một bước ngoặt quan trọng và bước đầu làm xoay chuyển cục diện trong chiến tranh thế giới thứ 2, thậm chí là một trong những bước ngoặt lớn nhất của nền quân sự thế giới trong thế kỷ XX. Đây cũng là trận đánh đẫm máu nhất trong lịch sử thế giới, với tổng số thương vong của hai bên lên đến 2,1 - 2,5 triệu quân.
Số binh sĩ tham gia trận đánh này nhiều hơn hẳn các chiến dịch lớn khác trong Thế chiến 2, và nó cũng nổi tiếng vì mức độ ác liệt, tổn thất cực lớn cũng như thương vong cao về dân thường. Việc quân Đức thất bại trong việc đánh chiếm Stalingrad và việc Hồng quân Liên Xô phản công bao vây tiêu diệt 33 vạn quân của Tập đoàn quân số 6 (Đức Quốc Xã) cùng với nhiều lực lượng khác của phe Trục xung quanh thành phố đã dẫn tới một trong những thất bại quan trọng nhất của phát xít Đức trong thế chiến thứ hai. Với chiến thắng điểm ngoặt này, Hồng quân đã cầm chắc lợi thế của cuộc Chiến tranh Vệ quốc Vĩ đại. Song, đây không chỉ là một bước ngoặt quyết định và quan trọng nhất trong cuộc chiến tranh vệ quốc mà còn cả của Chiến tranh thế giới thứ hai vì nó cùng với các chiến thắng ở Tunisia đã mang lại lợi thế và củng cố niềm tin thắng lợi cho toàn khối Đồng Minh, và bắt đầu cho giai đoạn Hồng quân Liên Xô chủ động tổ chức phản công trên toàn mặt trận và đóng góp một phần đáng kể vào sự đầu hàng của phát xít Đức hai năm rưỡi sau đó.
Đợt tấn công Stalingrad của phát xít Đức tiến triển nhanh vào giai đoạn nửa sau năm 1942 dưới sự hỗ trợ mạnh mẽ của không quân Đức Luftwaffe, những trận oanh tạc của lực lượng này đã biến phần lớn thành phố trở thành đống gạch vụn. Tuy nhiên quân Đức nhanh chóng bị sa lầy trong những trận đánh đẫm máu trên đường phố và trong từng căn nhà; và mặc dù đã kiểm soát 90% thành phố nhưng quân Đức đã hoàn toàn thất bại trong việc triệt tiêu những ổ đề kháng cuối cùng của Hồng quân Liên Xô vốn bám trụ một cách vững chắc và kiên cường bên bờ Tây sông Volga, trong lúc đó thì thời tiết khắc nghiệt của mùa đông nước Nga đang đến gần. Cho đến nay, vẫn chưa nhà sử học nào có thể lý giải tại sao Adolf Hitler-một nhà cầm quân đại tài lại có một quyết định nóng vội như vậy.
Ngày 19 tháng 11 năm 1942, Hồng quân Liên Xô mở chiến dịch Sao Thiên Vương, một đợt tấn công vu hồi gồm hai gọng kìm đánh vào cạnh sườn của Tập đoàn quân số 6 (Đức Quốc xã) đóng tại Stalingrad. Đòn tấn công này đã hoàn toàn thay đổi cục diện của trận đánh: cạnh sườn yếu kém của quân Đức nhanh chóng sụp đổ tan tành và 33 vạn quân của Tập đoàn quân số 6 bị bao vây trong nội thành Stalingrad. Khi mùa đông đến, cái đói, cái lạnh khủng khiếp và những đợt tấn công liên tục của Hồng quân Liên Xô đã làm suy kiệt nhanh chóng lực lượng Đức, tuy nhiên mệnh lệnh không được đầu hàng của Hitler do niềm tin vào "sức mạnh ý chí", vấn đề danh dự nước Đức cùng các tính toán chiến lược khác đã buộc họ phải tiếp tục cố bám trụ mà không được tự ý phá vây. Vào tháng 12 năm 1942, phát xít Đức mở Chiến dịch Bão Mùa đông nhằm giải cứu đội quân bị vây nhưng thất bại, và theo sau đó là toàn bộ hệ thống tiếp vận cho khối quân bị vây cũng sụp đổ theo. Đầu tháng 2 năm 1943, sức kháng cự của khối quân này hoàn toàn bị dập tắt, và Tập đoàn quân số 6 bị tiêu diệt hoàn toàn vào ngày 2 tháng 2 năm 1943. Đối với nước Đức thất thế, trận thua này là tin xấu nhất của họ, và sau thất bại này họ sẽ còn thua trận Kursk với tầm quan trọng chẳng kém. Về phần mình, Hồng quân Liên Xô đã phải chịu tổn thất rất lớn lao trong chiến thắng quyết định này.

## Bối cảnh
Ngày 6 tháng 12 năm 1941, sau khi chặn đứng đà tiến công của phát xít Đức vào thủ đô Moskva, Hồng quân Liên Xô mở đợt phản công nhằm vào các lực lượng của quân đội phát xít Đức (Wehrmacht) đang công kích thành phố và đã đánh họ bật ra khỏi ngoại vi của thủ đô Xô viết. Tuy nhiên đến mùa xuân năm 1942, cơ bản quân Đức chặn được đà phản công của Hồng quân và ổn định mặt trận tại phòng tuyến mới kéo dài từ Leningrad ở phía Bắc đến thành phố Rostov ở phía Nam. Có một số điểm lồi trên mặt trận được hình thành do các đợt phản công của quân Đức, chủ yếu ở Tây Bắc của Moskva và phía Nam của Kharkov, tuy nhiên các vị trí này không đe dọa nhiều đến quân Đức. Ở phía Nam, phát xít Đức đã kiểm soát phần lớn lãnh thổ Ukraina và bán đảo Krym mặc dù lúc này Sevastopol và một phần bán đảo Kerch vẫn nằm trong tay Hồng quân Liên Xô.
Lúc này Bộ chỉ huy Đức, đứng đầu là Adolf Hitler, nhận thấy rằng không thể đánh thắng Liên bang Xô viết bằng một cuộc chiến tranh chớp nhoáng. Để đánh thắng phía Đức phải tính đến cách đánh tiêu hao: trước tiên phải thủ tiêu các nguồn lực vật chất để Liên Xô suy kiệt trước khi bị đánh bại hoàn toàn. Chiến cuộc mùa hè năm 1942 diễn ra với ý tưởng chỉ đạo chiến lược như vậy và với mục tiêu chiếm những nguồn cung cấp chiến lược quan trọng hàng đầu của Liên Xô - lúa mì, các nguyên liệu công nghiệp sống còn là điện, than, và đặc biệt là dầu mỏ. Tất cả những thứ đó đều nằm ở phía Nam nước Nga, ở dãy núi Kavkaz và Baku - trung tâm công nghiệp khai thác dầu mỏ lớn nhất của Liên Xô - và đó là những mục tiêu tối thượng của chiến dịch.

### Vai trò củaStalingrad
Việc chiếm được thành phố này có tầm quan trọng rất lớn đối với Hitler và cả Mussolini vì hai lý do chính. Thứ nhất, đây là một thành phố công nghiệp lớn nằm trên sông Volga - con đường giao thông vận tải mang tầm quan trọng chiến lược nối liền Biển Caspi và miền Bắc nước Nga. Sự quan trọng của nó đã được chính Adolf Hitler đã phải nói rằng "Nếu tôi không chiếm được các mỏ dầu tại Maikop và Grozny thì tôi đành phải kết thúc cuộc chiến này". Vì vậy việc để mất Stalingrad vào tay phát xít Đức sẽ gây ảnh hưởng nghiêm trọng đến khả năng vận chuyển hàng hóa đến phía Bắc của đất nước cũng như tạo cho quân Đức một chỗ trú chân qua mùa đông. Thứ hai, việc đánh chiếm Stalingrad sẽ củng cố sườn phía Đông của quân Đức vốn đang tiến nhanh về vựa dầu tại vùng Kavkaz với mục tiêu cắt đứt nguồn cung ứng dầu hỏa cho Hồng quân Liên Xô. Thêm nữa, thành phố này mang tên của lãnh tụ I. V. Stalin, việc đánh chiếm thành phố này cũng sẽ là một thắng lợi quan trọng về mặt tinh thần và tư tưởng.
Hồng quân Liên Xô nhận ra rằng họ đang chịu một sức ép nghiêm trọng về thời gian và nhân lực, vật lực, vì vậy tất cả những ai có thể cầm súng chiến đấu đều được điều về bảo vệ Stalingrad. Vào thời kỳ này của chiến tranh, khả năng tác chiến cơ động cao của Hồng quân vẫn còn kém hơn so với phát xít Đức, tuy nhiên việc chiến đấu trong thành phố đã giúp giảm thiểu những thiệt thòi của Hồng quân vì nơi đây là địa bàn của việc giao tranh bằng vũ khí cầm tay của bộ binh chiếm ưu thế chứ không phải là nơi dành cho việc giao chiến giữa các lực lượng tăng thiết giáp.

## Chiến dịch Blau
| “               | Nếu tôi không chiếm được các mỏ dầu tại Maikop và Grozny thì tôi đành phải kết thúc cuộc chiến này. | ” |
| — Adolf Hitler, | |   |

Cụm Tập đoàn quân Nam là lực lượng được chọn để mở mũi công kích hướng về những thảo nguyên miền Nam nước Nga sau đó tiến về khu vực Kavkaz để đánh chiếm những vựa dầu lớn của Liên Xô tại đây. Chiến dịch tấn công mùa hè nhằm vào miền Tây Nam Liên Xô mang mật danh Fall Blau ("Chiến dịch Blau"). Lực lượng thực thi chiến dịch này bao gồm các Tập đoàn quân số 6, số 17, Tập đoàn quân thiết giáp số 4 và số 1. Cụm Tập đoàn quân Nam đã chiếm đóng phần lớn lãnh thổ của Cộng hòa Xã hội chủ nghĩa Xô Viết Ukraina ngay từ năm 1941. Tập trung chủ yếu ở miền Đông Ukraina, đây là lực lượng sẽ đảm nhiệm vai trò mở mũi tấn công vào các thảo nguyên Tây Nam nước Nga.

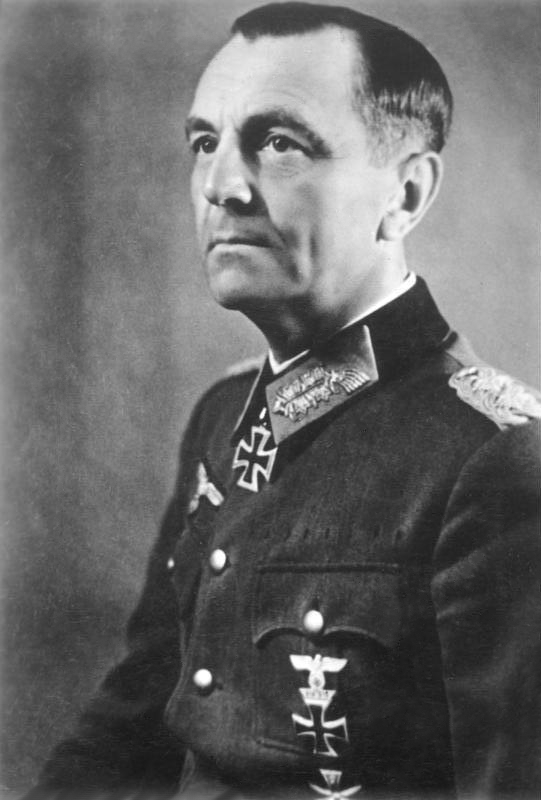
Thống chế Paulus

Tuy nhiên Hitler lại can thiệp vào kế hoạch hành quân, ông ta chia Cụm Tập đoàn quân Nam thành hai phần: Cụm Tập đoàn quân A và Cụm Tập đoàn quân B. Cụm A, do Siegmund Wilhelm List chỉ huy, sẽ tiến công vào khu vực Kavkaz đúng như kế hoạch ban đầu cùng với các tập đoàn quân số 11, 17, tập đoàn quân thiết giáp số 1, số 4 và tập đoàn quân số 8 của Ý. Cụm B, bao gồm các tập đoàn quân số 6 (Friedrich Paulus chỉ huy) và số 2 của Đức, số 2 của Hungary, số 8 của Ý (điều từ cụm A qua vào giữa tháng 9), Tập đoàn quân thiết giáp số 4 của Hermann Hoth, có nhiệm vụ tiến về phía Đông đến sông Volga-dải phân cách của vùng an toàn của các nhà máy cùng các cơ sở quan trọng của Hồng quân cùng với thành phố Stalingrad. Chỉ huy của nhóm B là Thống chế Fedor von Bock, về sau được thay bằng Đại tướng Maximilian von Weichs. Cả hai cụm đều được yểm trợ bằng tập đoàn không quân số 4 của thống chế không quân Wolfram von Richthofen. Hitler đã vi phạm nguyên tắc tối kỵ trong nghệ thuật chiến tranh là nguyên tắc tập trung binh lực: quân Đức tiến công đồng thời theo hai hướng ngày càng xa rời nhau, đây là tiền đề cho việc bị Liên Xô bao vây tiêu diệt về sau. Ông đã bỏ qua sự cảnh báo của các tướng lĩnh có kinh nghiệm về việc này.
Đồng thời, trong việc lập kế hoạch chiến cuộc hè 1942, Bộ Tư lệnh Tối cao của phát xít Đức đã phạm sai lầm nghiêm trọng do đánh giá quá thấp đối thủ và quá cao chính mình. Người Đức tỏ ra rất tự tin về việc chế ngự được Hồng quân vì bây giờ mùa đông khắc nghiệt của nước Nga không còn ảnh hưởng nhiều đến sức chiến đấu của họ nữa. Thật ra thì họ có lý khi tin như thế: dù Cụm tập đoàn quân Trung tâm Đức (Heeresgruppe Mitte) phải chịu nhiều thiệt hại nặng nề, 65% quân số của họ đã không phải tham gia vào những trận chiến mùa đông khắc nghiệt, họ đã được nghỉ ngơi và được tái trang bị; còn các cụm Tập đoàn quân Bắc và Nam cũng không phải chịu áp lực nào đặc biệt nghiêm trọng trong mùa đông vừa qua.

Kế hoạch tác chiến của Chiến dịch Blau đã được soạn thảo từ cuối tháng 5 năm 1942. Tuy nhiên, một phần lực lượng Đức và Rumani đáng lẽ phải tham gia chiến dịch Blau thì hiện đang kẹt cứng tại Sevastopol. Phát xít Đức đã không thể chiếm được thành phố này cho đến tận tháng 6, và điều này đã làm trì hoãn việc thực thi kế hoạch Blau mấy lần. Tuy nhiên trong thời gian trì hoãn đó, phát xít Đức cũng tiến hành một đợt phản kích nhằm thanh toán một "điểm lồi" của Hồng quân Liên Xô tại Kharkov và hợp vây một khối lớn quân Liên Xô tại đây.
Cuối cùng thì chiến dịch Blau cũng chính thức mở màn vào ngày 28 tháng 6 năm 1942 khi các lực lượng của Cụm Tập đoàn quân Nam tấn công vào miền Nam Nga. Khởi đầu của chiến dịch diễn ra rất thuận lợi cho quân Đức. Các lực lượng Hồng quân gần như không có bất cứ hành động kháng cự quyết liệt nào trên những vùng thảo nguyên trống trải, thay vào đó họ nhanh chóng tháo lui về phía Đông. Thật ra Hồng quân đã vài lần cố gắng thành lập một phòng tuyến để ngăn đà tiến công của quân Đức, tuy nhiên tất cả đều thất bại bởi các đòn đánh bọc sườn của quân Đức. Quân Đức đã hai lần hợp vây và tiêu diệt hai khối lớn quân Liên Xô: một lần ở Tây Bắc Kharkov vào ngày 2 tháng 7 và lần thứ hai ở khu vực gần Millerovo thuộc tỉnh Rostov một tuần sau đó. Cùng lúc ấy, Tập đoàn quân số 2 (Hungary) và Tập đoàn quân xe tăng số 4 (Đức) đánh tan quân Liên Xô tại Voronezh, và chiếm thành phố này vào ngày 5 tháng 7. Quân Đức đã đánh tan phòng tuyến Sông Don của Hồng quân Liên Xô, đã tiến đến bờ sông Don, loại bỏ được mối nguy hiểm bị Hồng quân đánh vào sườn từ bàn đạp này.
Những thành công ban đầu của Tập đoàn quân số 6 ấn tượng đến mức Hitler lại can thiệp vào kế hoạch và điều Tập đoàn quân Thiết giáp số 4 nhập vào phần A của Cụm Tập đoàn quân Nam. Tuy nhiên, hệ thống đường giao thông trong khu vực không đủ cho cả tập đoàn quân thiết giáp số 4 và tập đoàn quân số 6, vì vậy quyết định này đã khiến quân Đức kẹt cứng trên các con đường; họ phải chật vật giải quyết mớ hỗn độn của hàng nghìn chiếc xe cơ giới đang làm tắc nghẽn các tuyến giao thông. Điều này khiến tiến độ hành quân bị chậm lại đến cả tuần và thế là Hitler lại lật đật điều tập đoàn quân thiết giáp số 4 về vị trí cũ.

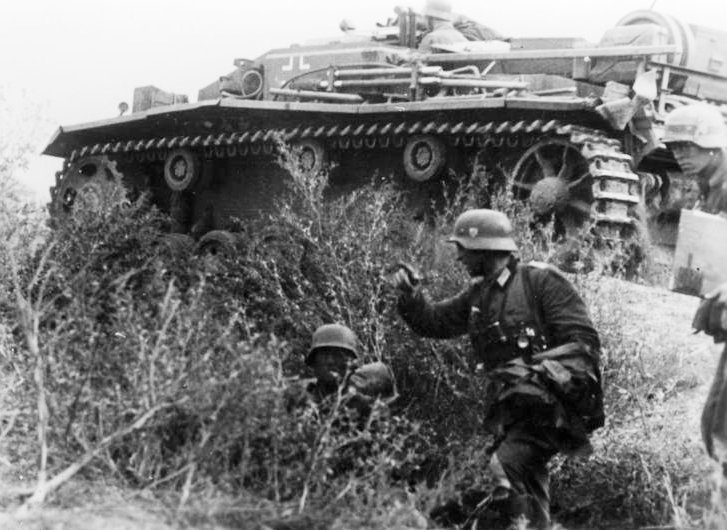
Bộ binh Đức cùng với pháo tự hành Sturmgeschütz III đang tiến quân về trung tâm thành phố.

Dẫu sao đến cuối tháng 7, phát xít Đức đã dồn Hồng quân Liên Xô về bờ bên kia của sông Don. Ở tại khu vực này thì sông Don và sông Volga chỉ cách nhau có 40 cây số, và quân Đức bắt đầu bố trí các kho tàng của họ ở bên bờ Tây sông Don, những kho tàng này sẽ đóng vai trò quan trọng trong việc tiếp liệu cho quân Đức ở giai đoạn sau của chiến dịch. Lúc này, phát xít Đức cũng bắt đầu bố trí các lực lượng của các quốc gia chư hầu như Ý, Hungary và Rumani để bảo vệ khu vực cánh trái (ở phía Bắc) của quân Đức. Quân đội phát xít Ý thường không được ghi nhận về tinh thần chiến đấu, dù vẫn nhiều lần được biểu dương trong các thông cáo chính thức của Đức. Họ không được quân Đức xem trọng và thường bị chỉ trích vì sự hèn nhát và tinh thần kém: thật ra thì khả năng chiến đấu kém của quân Ý chủ yếu là do trang bị vũ khí hết sức nghèo nàn và lạc hậu cùng với những chiến thuật cổ lỗ sĩ do các tướng lĩnh Ý sử dụng, vì vậy quân Ý thường xuyên nhận được lệnh phải rút lui hay tháo chạy. Tuy nhiên người Ý cũng có dịp thể hiện khả năng tác chiến tốt như trong trận Nikolayevka. Lúc này Tập đoàn quân số 6 của Đức chỉ còn cách Stalingrad có vài chục cây số; còn tập đoàn quân thiết giáp số 4 - lúc này đang ở phía Nam - liền chuyển hướng quay lên phía Bắc để hỗ trợ cho Tập đoàn quân số 6.
Ở phía Nam, Cụm Tập đoàn quân A đã tiến sâu vào khu vực Kavkaz nhưng đà tiến quân của họ bị chậm lại nhanh chóng do các tuyến hậu cần và tiếp vận đã kéo quá dài. Hai tập đoàn quân phát xít Đức tại đây nằm ở vị trí quá xa nhau và vì vậy chúng khó có thể ứng cứu nhau kịp thời. Chiến dịch Kavkaz của Đức đã diễn ra không suôn sẻ. Rõ ràng Bộ tổng chỉ huy quân đội Đức đã đánh giá sai về tình hình của quân mình và của đối phương; họ cũng không thấy hết những khó khăn của việc tác chiến vùng núi - nơi chỉ một lượng nhỏ quân phòng thủ có thể chống lại rất đông quân tấn công và các lực lượng cơ động của Đức không thể phát huy hết tác dụng. Quân Đức, sau những thắng lợi ban đầu tại vùng đồng bằng, khi bắt đầu tiếp cận dãy núi lớn Kavkaz đã mất đà tiến công, dần dần bế tắc trên hướng chính và bị chặn lại tại tuyến sông Terech và các đèo ngang của dãy Kavkaz. Ngược lại, tại hướng tấn công thứ yếu của cụm quân B thì tình hình lại rất thuận lợi cho quân Đức, như đã nói ở trên. Trên địa hình đồng bằng quân Đức rất giỏi trong tiến công cơ động. Dường như không gì cản nổi cuộc tiến công của phía Đức về phía sông Volga. Bộ chỉ huy Đức liền chuyển hướng tiến công, lấy cụm B làm hướng tấn công chính và điều các đơn vị từ cụm A sang để phát triển thành quả tiến công. Mục tiêu chính bây giờ là thành phố Stalingrad trên sông Volga.

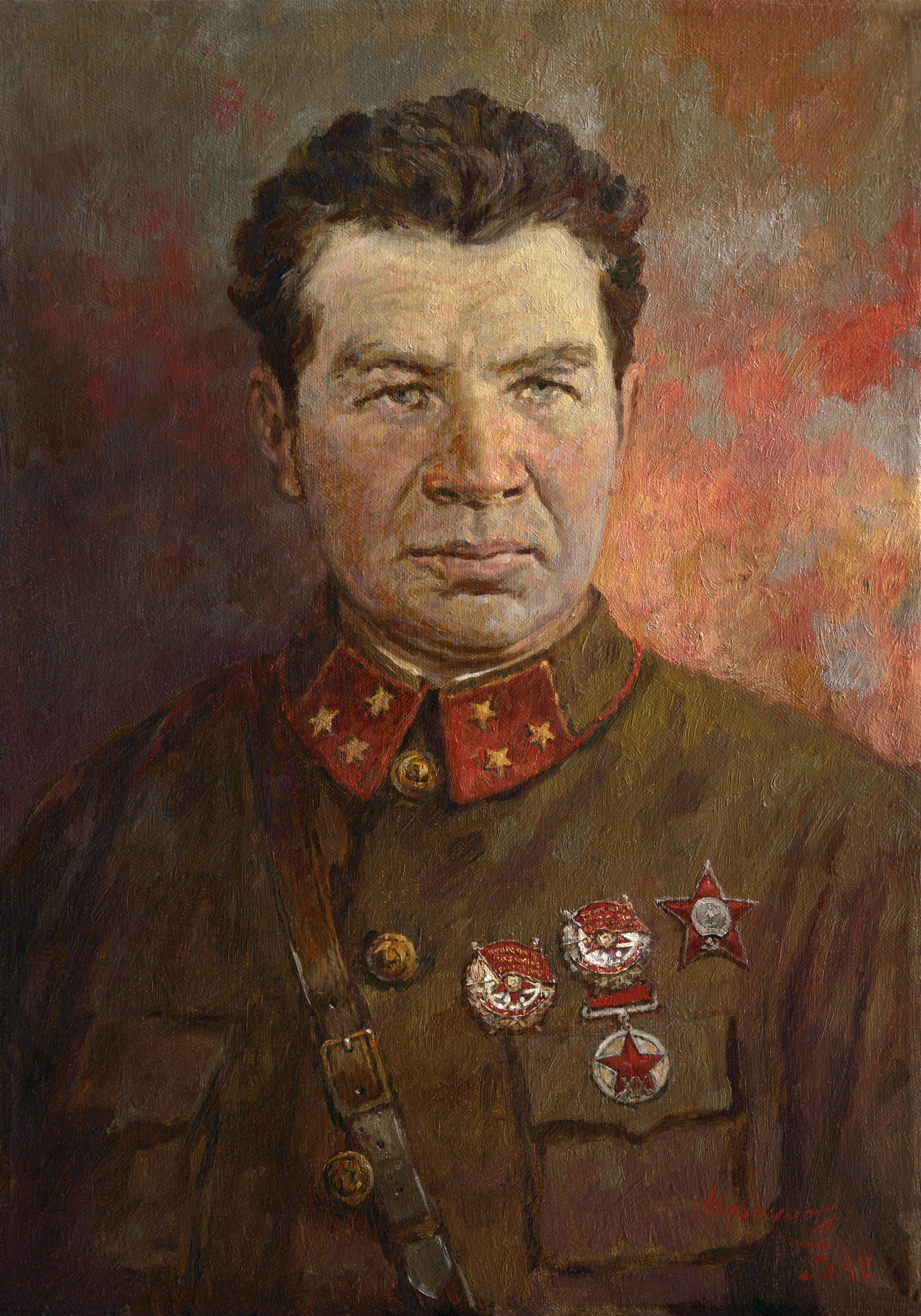
Trung tướng V. I. Chuikov, Tư lệnh Tập đoàn quân số 62.

Bộ chỉ huy Đức nhận thấy chỉ riêng tập đoàn quân Paulus chưa đủ sức để chiếm Stalingrad nên ngày 31 tháng 7 năm 1942 Hitler ra lệnh điều tập đoàn quân xe tăng số 4 từ cụm tập đoàn quân A sang cho cụm B để tăng cường tấn công Stalingrad và từ 2 tháng 8 tập đoàn quân xe tăng này bắt đầu tấn công phía tây nam thành phố. Từ nay trọng tâm chú ý của Bộ chỉ huy Đức dồn chủ yếu cho chiến trường Stalingrad. Càng ngày Stalingrad càng thu hút nhiều binh lực của Đức từ các chiến trường khác: từ chỗ ban đầu chỉ có 13 sư đoàn với khoảng 27 vạn quân, đến cuối tháng 9 năm 1942 tại hướng Stalingrad đã có 80 sư đoàn quân Đức và đồng minh Hungary, Ý và Rumani, chiếm tỷ trọng rất lớn trên toàn chiến tuyến Xô - Đức. Phía Đức có 1.260 xe tăng, 17.000 pháo và cối, 1.640 máy bay. Theo kế hoạch tấn công của phía Đức tập đoàn quân số 6 tấn công tại mặt bắc và tây bắc Stalingrad và tập đoàn quân xe tăng số 4 tại phía nam và tây nam. Sau khi đột phá đến bờ sông Volga hai cánh quân này sẽ đánh dọc theo bờ sông tiến ngược chiều nhau và hợp vây quân đội Xô Viết phòng thủ thành phố.
Lúc này ý đồ của phát xít Đức đã quá rõ ràng, và Hồng quân bắt đầu xúc tiến việc phòng thủ thành phố Stalingrad. Họ đã đưa các lực lượng dự bị chiến lược là tập đoàn quân 62, 63, 64, tập đoàn quân cận vệ số 1 và các tập đoàn quân xe tăng số 1 và số 4 và rất nhiều các đơn vị khác. Nơi đây thành khu vực tập trung binh lực lớn nhất của cả hai bên trận đánh có quy mô vượt cả trận Moskva năm 1941. Ngày 1 tháng 8 năm 1942 I. V. Stalin bổ nhiệm Thượng tướng A. I. Yeryomenko vào vị trí Tư lệnh Phương diện quân Tây Nam. Yeryomenko cùng với chính ủy N. I. Khrushchyov nhận nhiệm vụ phải bảo vệ bằng được Stalingrad.:25, 48 Ranh giới phía Đông của Stalingrad chính là dòng sông Volga rộng lớn, và ở bên kia sông Hồng quân cũng bố trí thêm các lực lượng phụ trợ. Các lực lượng này hình thành nên một tập đoàn quân mới mang số 62 do Trung tướng V. I. Chuikov chỉ huy vào ngày 11 tháng 9 năm 1942. Tình hình lúc này phải nói là cực kỳ nghiêm trọng. Khi được hỏi bằng cách nào mà ông có thể hoàn thành nhiệm vụ, vị tướng trả lời: "Chúng tôi sẽ chiến đấu đến chết để bảo vệ thành phố.":127 Tức là nhiệm vụ của Tập đoàn quân số 62 là bảo vệ Stalingrad bằng bất cứ giá nào. Vai trò của Chuikov trong việc bảo vệ Stalingrad đã mang lại cho ông một trong hai danh hiệu Anh hùng Liên bang Xô Viết.

## Giai đoạn phòng thủ Stalingrad
Hồng quân Xô Viết hiểu rõ mối đe dọa và ý đồ của quân Đức, vì vậy họ nhanh chóng chuyển toàn bộ số lương thực, gia súc và các đầu máy, toa xe lửa,... của thành phố Stalingrad sang bờ bên kia sông Volga để những thứ này không lọt vào tay phát xít Đức. Tuy nhiên việc này khiến thành phố lâm vào tình trạng thiếu lương thực ngay từ trước khi quân Đức tấn công. Một số nhà máy trong thành phố vẫn tiếp tục sản xuất, chủ yếu là các nhà máy xe tăng T-34. Trước khi lục quân Đức tiến tới Stalingrad, không quân phát xít Đức Luftwaffe đã tiến hành không kích các vị trí trên sông Volga - con đường tiếp vận quan trọng cho Stalingrad - nhằm phá hoại khả năng tiếp vận đường thủy của Hồng quân Xô Viết. Từ ngày 25 đến ngày 31 tháng 7 năm 1942 đã có 32 tàu thủy của Liên Xô bị phá hủy và 9 chiếc khác bị phá hỏng nặng nề.:69
Trận công kích Stalingrad mở đầu bằng một cuộc oanh kích của Tập đoàn quân Không quân số 4 (Luftflotte 4) do Thượng tướng Wolfram von Richthofen chỉ huy - đây là tập đoàn quân không quân mạnh nhất thế giới thời bấy giờ. Một nghìn tấn bom đã được dội xuống thành phố.:122 Stalingrad nhanh chóng bị biến thành đống gạch vụn dưới trận cuồng phong bom đạn của quân Đức, mặc dù một số nhà máy vẫn còn hoạt động và các công nhân cũng trực tiếp tham gia chiến đấu. Trung đoàn viện binh Croatia số 369 là lực lượng quân chư hầu duy nhất được tung vào Stalingrad trong đợt công kích thành phố. Nó chiến đấu với vai trò như một phần của sư đoàn Jäger số 100.

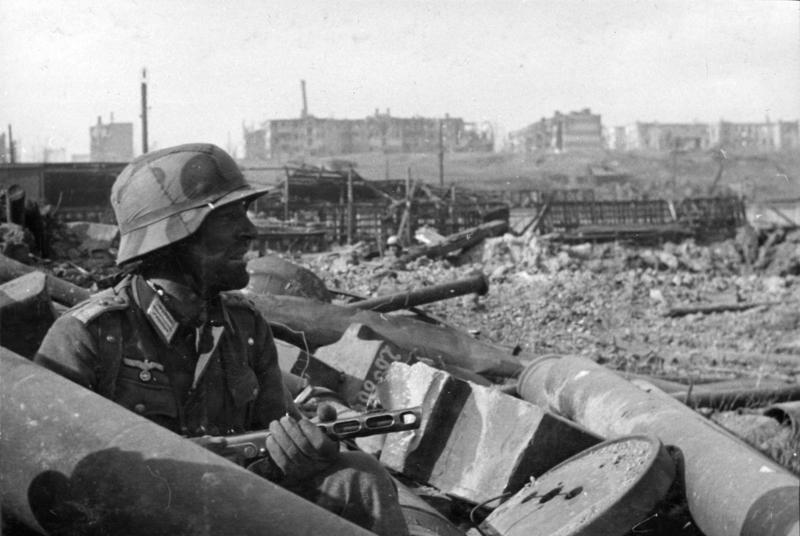
Một binh sĩ Đức với khẩu súng tiểu liên chiến lợi phẩm PPSh-41 lấy được của Liên Xô.

I. V. Stalin lập tức điều động tất cả các lực lượng Hồng quân - mà ông có thể điều được - đến tác chiến tại khu vực bờ đông sông Volga, trong đó có một số vốn đóng ở xa tít tắp tận Siberia. Lúc đó thì toàn bộ số phà chở quân đã bị không quân Đức ném bom phá hủy, vì vậy binh lính được kéo bằng dây thừng từ bờ bên này sang bờ bên kia sông Volga. Nhiều thường dân cũng được di tản sang bên kia sông. Có tài liệu cho rằng Stalin đã cấm các thường dân rời thành phố vì ông tin rằng sự hiện diện của dân thường sẽ củng cố tinh thần chiến đấu cho các binh sĩ Hồng quân tại đây.:106 Nhân dân trong thành phố, gồm cả phụ nữ và trẻ em tham gia vào việc đào hào và xây dựng công sự. Cùng thời gian đó, một trận không kích lớn của phát xít Đức vào ngày 23 tháng 8 đã cướp đi sinh mạng của hàng nghìn người và biến thành phố Stalingrad thành một mớ ngổn ngang những đống đổ nát cùng những ngôi nhà bị thiêu rụi.:102-108 90% của khu dân cư tại Voroshilovsky bị phá hủy. Từ ngày 23 đến 26 tháng 8, các báo cáo của Liên Xô cho rằng đã có 955 người bị giết và 1.181 người bị thương do hậu quả của các đợt mưa bom do quân Đức gây ra.:73 Có ý kiến cho rằng con số 4 vạn dân thường thương vong là phóng đại, và kể từ sau ngày 25 tháng 8 thì Liên Xô không có bất cứ ghi chép nào về thương vong do các trận ném bom của Đức gây ra.
Lực lượng Không quân Xô Viết (Voenno-Vozdushnye Sily - VVS) lúc này hoàn toàn bị không quân Đức Luftwaffe áp đảo. Trong các ngày 23-31 tháng 8, Hồng quân đã mất đến 201 máy bay, và mặc dù họ nhận được 100 máy bay trong tháng đó nhưng số máy bay còn sử dụng được chỉ là 192 chiếc, trong số đó 57 chiếc là máy bay tiêm kích.:74 Hồng quân tiếp tục tổ chức các đợt tiếp vận bằng đường không vào thành phố nhưng với việc quân Đức làm chủ bầu trời thì phải nói tổn thất của Hồng quân là không hề nhỏ. Tuy nhiên, nhờ việc các cơ sở sản xuất công nghiệp của Liên Xô đã được di dời an toàn về hậu phương, người dân Xô Viết đã có thể sản xuất được 15.800 máy bay trong nửa sau của năm 1942. Không quân Xô Viết lúc này đã có thể tích lũy một lực lượng dự bị mạnh để sau này họ hoàn toàn áp đảo đối thủ Luftwaffe.:86

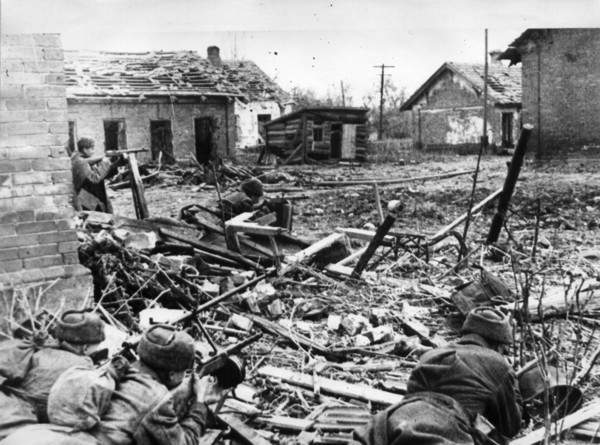
Hồng quân đang chuẩn bị đối phó với một cuộc tấn công của quân Đức vào ngoại ô.

Vì vậy, vào đầu chiến dịch gánh nặng của việc bảo vệ thành phố nằm trong tay của Trung đoàn phòng không số 1077, một đơn vị tác chiến với quân lực chủ yếu là những nữ tình nguyện viên trẻ - do Hồng quân đang thiếu hụt nặng về binh lực - không có bất kỳ kinh nghiệm chiến đấu nào và cũng hầu như không nhận được bất kỳ sự hỗ trợ khả dụng nào từ các đơn vị khác. Mặc dù vậy, trung đoàn vẫn giữ vững vị trí và quả cảm đối đầu với các đoàn xe tăng dũng mãnh của Đức. Sư đoàn thiết giáp số 16 (Đức) báo cáo rằng họ phải đánh nhau kịch liệt với trung đoàn số 1077 cho đến khi toàn bộ lực lượng Xô Viết bị tiêu diệt hoặc áp đảo. Về sau, người Đức đã bị sốc nặng khi biết rằng họ vừa đánh nhau với một trung đoàn gồm phần lớn là phụ nữ.:108 Vào đầu trận đánh, Hồng quân Xô Viết đã phải động viên những công nhân - hiện không tham gia trực tiếp vào công việc sản xuất của các nhà máy - vào các đội dân quân. Tại các công xưởng của Stalingrad xe tăng cũng được sản xuất lăn thẳng ra chiến tuyến mà còn chưa được quét sơn và lắp ráp các thiết bị phụ. Những thành viên kíp lái cũng là các công nhân tình nguyện gia nhập lực lượng dân quân bảo vệ thành phố:109-110
Cuối tháng 8, Cụm Tập đoàn quân B đã tiến tới bờ sông Volga tại khu vực phía Bắc Stalingrad. Tiếp đó là một nỗ lực nhằm tiến tới bờ sông ở phía Nam thành phố. Tới ngày 1 tháng 9 Hồng quân chỉ còn có thể tăng viện cho các đơn vị cố thủ trong nội thành bằng cách mạo hiểm tính mạng băng qua sông Volga dưới làn mưa bom đạn dày đặc của phát xít Đức.

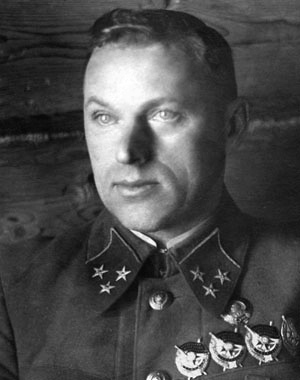
Chỉ huy phương diện quân Stalingrad, tướng K. K. Rokossovsky

Ngày 5 tháng 9 năm 1942, Tập đoàn quân số 24 và 66 của Liên Xô mở một đợt công kích nhằm vào Quân đoàn thiết giáp số 14 của Đức. Tuy nhiên không quân Đức đã oanh kích dữ dội các trận địa pháo và phòng tuyến của Hồng quân và buộc họ phải thoái lui mấy giờ sau đó. Thiệt hại của Hồng quân là 30 trong số 120 xe tăng tham gia trận đánh.:75 Thật vậy, các chiến dịch của Hồng quân Xô Viết bị đe dọa nặng nề bởi lực lượng không quân Đức. Ngày 18 tháng 9 năm 1942, Tập đoàn quân cận vệ số 1 và Tập đoàn quân số 24 mở đợt tấn công vào lực lượng của Quân đoàn bộ binh số 7 của Đức tại Kotluban. Quân đoàn không quân số 8 (Đức) đã điều các máy bay ném bom bổ nhào Stuka oanh kích các lực lượng Hồng quân và đẩy lui được họ. Phát xít Đức khẳng định rằng 41 trong số 106 xe tăng Liên Xô trong cuộc tấn công đó đã bị phá hủy, trong khi đó các máy bay tiêm kích Bf 109 đi theo hộ tống đã bắn hạ 77 máy bay Liên Xô.:80 Tập đoàn quân 62 và 64 buộc phải rút lui và bị ép chặt vào thành phố lúc này đã biến thành một pháo đài khổng lồ. Lúc này, ở giữa những đống gạch vụn của một thành phố đổ nát, các tập đoàn quân số 62, 64 và sư đoàn cận vệ số 13 tiếp tục củng cố các vị trí phòng ngự của họ trong từng ngôi nhà, từng công xưởng.
Để chống lại tập đoàn quân xe tăng số 4 của Đức, Hồng quân thành lập phương diện quân Đông Nam (từ sau 28 tháng 9 phương diện quân này đổi tên thành phương diện quân Stalingrad), tư lệnh là thượng tướng A. I. Yeryomenko gồm các tập đoàn quân 64, 57, 51 và tập đoàn quân cận vệ số 1 với tập đoàn quân 64 ở trung tâm phòng ngự. Phương diện quân này phòng ngự tại hướng nam và tây nam Stalingrad. Phương diện quân Đông Nam đã phòng thủ thắng lợi ngày 9 và 10 tháng 8 và phản công mãnh liệt buộc tập đoàn quân xe tăng Đức chuyển sang phòng ngự. Đến 17 tháng 8 tập đoàn quân xe tăng số 4 của Đức đã bị chặn lại tại tuyến phòng ngự vành đai thành phố và đến ngày cuối cùng cũng không thể đột phá được tới sông Volga.

Lính Đức trong trận Stalingrad

Chiến sự diễn ra mãnh liệt và căng thẳng và quyết định nhất là tại cánh bắc và tây bắc nơi đối đầu với Tập đoàn quân số 6 của Đức. Để phòng thủ hướng này Liên Xô thành lập phương diện quân Stalingrad, tư lệnh đầu tiên là nguyên soái Semyon Timoshenko, từ ngày 23 tháng 7 là trung tướng Vasily Gordov và sau đó là trung tướng Konstantin Rokossovsky (từ 28 tháng 9 phương diện quân này đổi tên thành phương diện quân Sông Don). Trong đó tập đoàn quân 62 là lực lượng chịu áp lực trực tiếp mạnh nhất của quân Đức. Tại đây Tập đoàn quân dã chiến số 6 Đức cố gắng đánh chia cắt tập đoàn quân 62 Xô Viết ra khỏi khối quân còn lại hòng tiêu diệt tập đoàn quân này.
Các trận đánh trong nội đô diễn ra cực kỳ ác liệt và đẫm máu. Cuộc chiến này điển hình của tính chất không khoan nhượng khi cả hai bên không chấp nhận bắt tù binh. Quân Đức một mặt theo lệnh của Führer ("Lãnh tụ", tức Hitler) phải chiếm bằng được thành phố mang tên Stalin biểu tượng của quân thù, mặt khác họ hiểu được tầm quan trọng phải chiếm thành phố làm chỗ trú chân cho mùa đông đang đến gần. Quân Đức tiến công rất mãnh liệt và dũng cảm. Quân Nga Xô Viết cũng tử thủ rất anh hùng và kiên cường, họ đã bị bao vây tất cả các phía, chỉ có thể nhận được tiếp viện bằng tàu bè chạy qua sông lớn Volga.
Để nhấn mạnh tầm quan trọng của việc bảo vệ thành phố và chặn đứng tư tưởng muốn rút lui của một số binh sĩ, I. V. Stalin ban hành mệnh lệnh số 227 vào ngày 27 tháng 7 năm 1942 quy định những binh sĩ và sĩ quan nào tự ý bỏ đi khỏi đơn vị mà không có mệnh lệnh văn bản sẽ bị đưa ra toà án binh. Mệnh lệnh nêu rõ:
| “               | Có một số người ở ngoài mặt trận ngu ngốc đến mức tự an ủi mình bằng những câu chuyện rằng chúng ta có thể còn phải rút lui xa hơn nữa về phía đông vì chúng ta còn nhiều lãnh thổ rộng lớn, nhiều đất, nhiều dân và lúa mì thì bao giờ cũng thừa thãi. Những luận điệu như vậy hoàn toàn giả dối và gian trá, chỉ có lợi cho kẻ thù của chúng ta. Mỗi chỉ huy trưởng, mỗi chiến sĩ Hồng quân, mỗi các bộ chính trị phải hiểu rằng lúa mì và phương tiện của chúng ta không phải là vô hạn, lãnh thổ Liên Xô không phải là hoang mạc mà ở đó có nông dân, công nhân, trí thức, cha mẹ, vợ con, anh em chúng ta... Cuộc xâm lược của kẻ thù đã lấy đi của chúng ta hơn 70 triệu dân, trên 800 triệu put lúa mì và trên 10 triệu tấn kim loại mỗi năm. Rút lui xa hơn nữa tức là tự giết mình và giết chết cả Tổ quốc của chúng ta. Vì thế, cần phải chấm dứt việc rút lui. Không lùi một bước! | ” |
| — I. V. Stalin, | |   |

Các công tác đảng, chính trị được tiến hành tại chiến hào để nâng cao tinh thần binh sĩ mặt khác biện pháp kỷ luật khắt khe nhất được thi hành. Các câu nói như "không lùi một bước", "không có đất cho chúng ta ở bên kia bờ sông Volga" trở thành khẩu hiệu. Trước sức kháng cự kiên cường của Hồng quân, người Đức đã chịu những thiệt hại rất nặng nề khi tiến sâu vào nội đô Stalingrad. Trong trận đánh phòng thủ Stalingrad, nổi bật nhất là tập đoàn quân 62 của Tư lệnh kiêm Trung tướng V. I. Chuikov. Đơn vị này đã kiên trì bám trụ trong thành phố, bảo vệ từng thước đất, từng căn nhà, thực sự theo đúng khẩu hiệu "không lùi một bước".

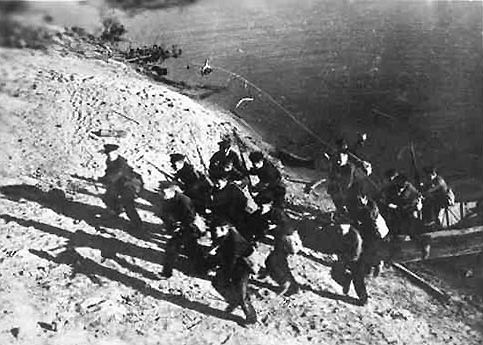
Hải quân đánh bộ Xô Viết đổ bộ lên bờ tây sông Volga.

Học thuyết quân sự của phát xít Đức lúc đó dựa trên nguyên tắc hợp đồng tác chiến chặt chẽ giữa các binh chủng tăng thiết giáp, bộ binh, pháo binh, công binh và lực lượng máy bay cường kích. Đối phó lại, Hồng quân quyết định sử dụng chiến thuật "đánh áp sát" mà tướng Chuikov gọi là "ôm" lấy quân Đức. Điều này khiến phòng tuyến của quân Đức và của Hồng quân nằm ở các vị trí gần sát nhau, vì vậy nguy cơ quân Đức bị vạ lây bởi hỏa lực của pháo binh và không quân của đồng đội là rất cao - điều này khiến phát xít Đức tỏ ra ngần ngại khi sử dụng pháo binh và không quân, tiến tới vô hiệu hóa ưu thế không quân và làm giảm đáng kể ưu thế của pháo binh Đức. Đồng thời Hồng quân cũng hiểu rõ: kế hoạch phòng ngự tốt nhất là bám trụ vững chắc trong các tòa nhà nằm tại các vị trí chiến lược như các quảng trường và các con đường quan trọng, điều này có thể giúp họ bám trụ lâu dài trong thành phố. Vì vậy tất cả các tòa nhà cao tầng, công xưởng, nhà kho, nhà ở góc phố và các tòa nhà công sở đều bị biến thành những lô cốt được trang bị súng máy, súng chống tăng, pháo cối, súng bắn tỉa, được bao bọc bởi các bãi mìn, hàng rào kẽm gai cùng một lực lượng dự bị gồm 5-10 binh sĩ trang bị súng trường, súng tiểu liên và lựu đạn để chiến đấu chống lại những nhóm lính Đức đột kích được vào trong các ngôi nhà.
Chiến sự bùng nổ ác liệt trong toàn thành phố: từng đống đổ nát, từng con đường, từng nhà máy, công xưởng, nhà kho, từng lầu gác đều phải đánh nhau đẫm máu giành đi giật lại nhiều lần. Các cống rãnh cũng là một chiến địa ác liệt nơi các binh sĩ quần nhau trong một mê hồn trận gồm những đường ống cống chằng chịt như mê cung. Phát xít Đức gọi kiểu chiến tranh trong thành thị (urban warfare) này là "chiến tranh chuột cống" (Rattenkrieg), nói một cách nửa đùa nửa thật rằng họ đã đánh chiếm xong nhà bếp trong khi đang phải vất vả giành giật phòng khách với quân địch. Trong một mớ bòng bong như vậy, tất cả các quy tắc của một trận đánh quy ước đều bị phá vỡ; lối tấn công quen thuộc của quân Đức - huy động một lượng lớn các binh đoàn cơ động hỗ trợ bởi tăng thiết giáp - bị thay thế bởi các trận đấu súng không kém phần ác liệt giữa các nhóm nhỏ binh sĩ giữa những đống gạch vụn ngổn ngang của những ngôi nhà, tòa công sở, tầng hầm và những tòa nhà nhiều tầng. Một số tòa nhà cao tầng - bị không quân Đức ném bom tơi tả - trở thành nơi xảy ra các trận giao chiến ác liệt kéo từ tầng này qua tầng khác: quân phát xít Đức và Hồng quân Xô Viết gần như trú đóng trong các tầng xen kẽ nhau và họ bắn nhau qua các lỗ hổng trên sàn và trần nhà.

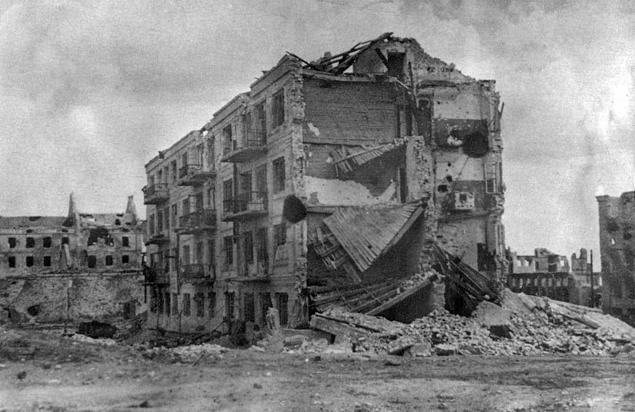
Ảnh chụp Ngôi nhà Pavlov vào năm 1943

Chiến sự tại đồi Mamayev Kurgan, một cao điểm trong thành phố, diễn ra cực kỳ khốc liệt. Vị trí này đã "đổi chủ" không biết bao nhiêu lần. Đến ngày 12 tháng 9 năm 1942, Tập đoàn quân số 62 của Liên Xô chỉ còn 90 xe tăng, 650 pháo cối và 2 vạn binh sĩ.:128
Sư đoàn Cận vệ số 13 của Hồng quân, đơn vị nhận nhiệm vụ giải phóng đồi Mamayev Kurgan và Nhà ga số một trong ngày 13 tháng 9 năm 1942, chịu nhiều thương vong hết sức khủng khiếp. Hơn 80% quân số của họ bị tử trận trong 24 tiếng đồng hồ đầu tiên và chỉ có 320 người trong số 1 vạn sĩ quan, binh sĩ của sư đoàn còn lành lặn sau trận đánh.:135 Sư đoàn đã hoàn thành nhiệm vụ được giao trong ngày 13 tháng 9, nhưng chỉ là tạm thời. Thật vậy, nhà ga xe lửa đã "đổi chủ" suốt 14 lần chỉ trong 6 giờ đồng hồ. Đến chiều tối hôm sau, hầu hết Sư đoàn Cận vệ số 13 đã nằm lại trận địa, bên cạnh đó là ngổn ngang xác chết của một số lượng tương đương lính Đức.
Chiến sự cũng bùng nổ ác liệt tại kho thóc lớn trong thành phố suốt nhiều tuần liên tiếp. Sau khi vị trí này thất thủ, phát xít Đức chỉ tìm thấy thi thể của bốn mươi chiến sĩ Hồng quân - trong khi họ cho rằng phải có rất nhiều binh lính đóng trong kho thóc vì người Đức đã vấp phải sức kháng cự hết sức quyết liệt. Những đống thóc lúa lớn đã bị đốt sạch để không lọt vào tay quân xâm lược. Ở một nơi khác trong thành phố, một trung đội Hồng quân dưới sự chỉ huy của Y. F. Pavlov đã biến một căn hộ chung cư nhìn ra quảng trường mùng 9 tháng 1 thành một pháo đài kiên cố mang tên "ngôi nhà Pavlov". Ngôi nhà được bao bọc bởi hàng rào kẽm gai, mìn cùng với các ụ súng máy trên cửa sổ. Hồng quân cũng đục thủng các bức tường trong tầng hầm nhằm tiện cho việc liên lạc.:198 Mười thường dân đã được Hồng quân tìm thấy ẩn nấp trong tầng hầm này. Suốt hai tuần liền đội quân của Pavlov liên tục bị quân phát xít Đức công kích và nhận được sự tiếp viện rất hạn chế do bị kẻ thù phong tỏa. Sau trận đánh, Tư lệnh V. I. Chuikov thường đùa rằng quân Đức chịu nhiều thương vong để đánh chiếm căn nhà của Pavlov hơn là để chiếm Paris. Theo Beevor, trong suốt tháng thứ hai, sau mỗi lần đẩy lui các đợt tấn công của lính Đức, đội quân của Pavlov buộc phải tất tả chạy ra "dọn dẹp" hàng đống xác chết ngổn ngang của quân xâm lược nằm chắn tầm nhìn của các binh sĩ súng máy và pháo thủ pháo chống tăng. Trên bản đồ của quân phát xít Đức, ngôi nhà vốn để ở này được đánh dấu như một Pháo đài (Festung). Y. F. Pavlov đã được phong tặng danh hiệu Anh hùng Liên bang Xô Viết do công lao chỉ huy các binh sĩ bảo vệ cứ điểm này.

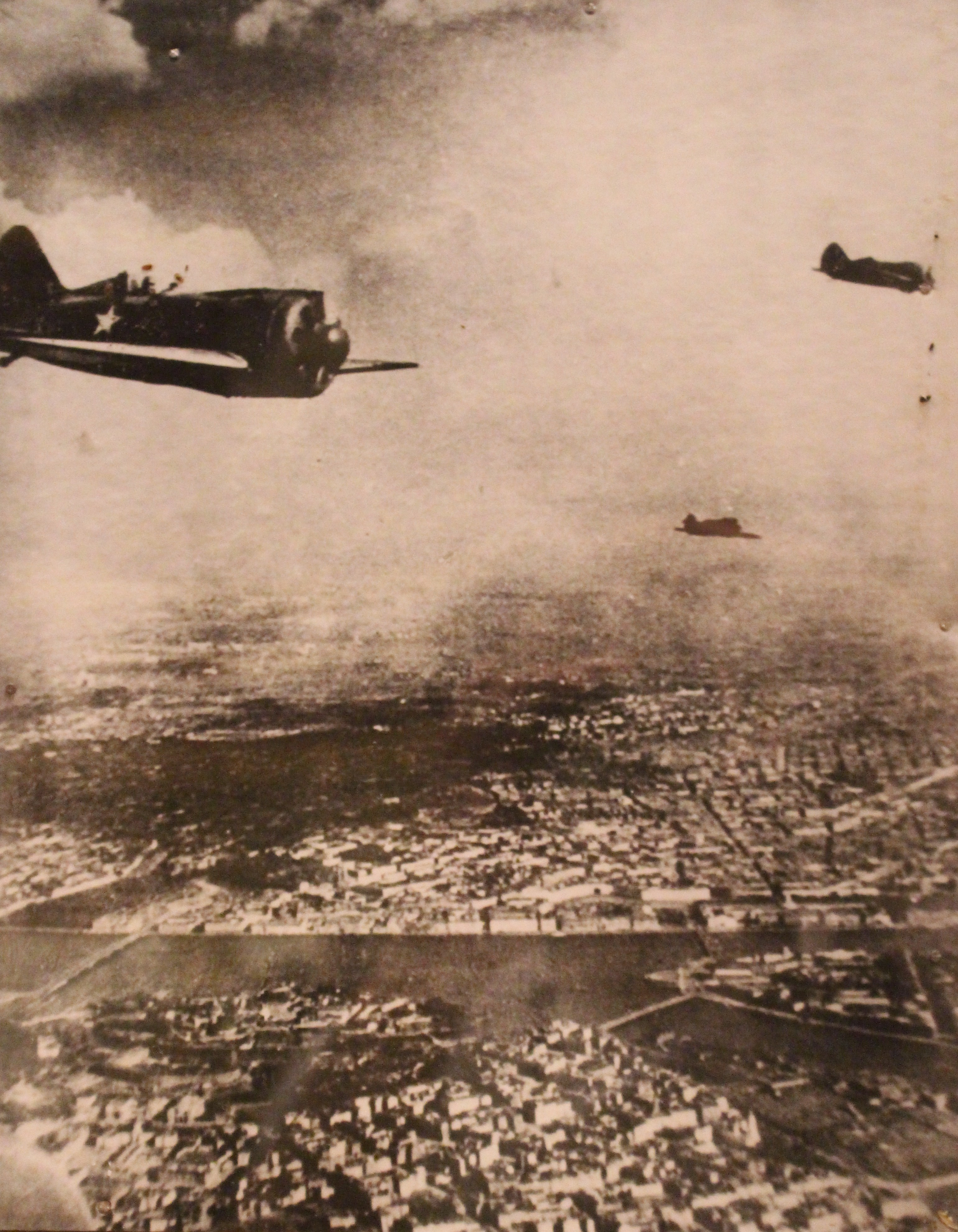
Máy bay tiêm kích I-16 của Không quân Xô Viết hoạt động trên vùng trời Stalingrad

Với tình hình bế tắc trước mắt, quân Đức bắt đầu chuyển những khẩu pháo hạng nặng vào nội đô thành phố, trong đó bao gồm cả khẩu siêu pháo Dora cỡ nòng 800 ly to đến mức phải được đặt trên một toa xe lửa. Tuy nhiên họ không dự định đem quân vượt sông Volga, tạo điều kiện cho Hồng quân bố trí một số lớn pháo binh ở bờ đông dòng sông và từ đó oanh kích các trận địa của quân Đức. Các đoàn xe tăng dũng mãnh của Đức trở nên vô tác dụng trong những đường phố chật chội với hàng đống gạch đá ngổn ngang có khi cao đến 8 mét.
Những binh sĩ bắn tỉa của cả hai phe cũng gây nhiều thiệt hại cho quân địch. Chiến sĩ bắn tỉa thành công nhất và cũng nổi tiếng nhất của trận đánh này là V. G. Zaytsev với thành tích bắn hạ 242 đến 400 binh sĩ và sĩ quan (đã được kiểm chứng) Đức trong trận đánh. Ông cũng là một trong những binh sĩ bắn tỉa đã đào tạo hơn 30 học viên với tổng thành tích bắn hạ 3 nghìn lính Đức. Tương truyền, ông cũng là người đã bắn hạ người lính bắn tỉa lừng danh Erwin König của phát xít Đức, dù nhiều ý kiến cho rằng đây chỉ là một nhân vật hư cấu. Trong giai đoạn cuối trận đánh, Zaytsev bị thương do trúng mảnh đạn pháo, ông được giải ngũ và trở về hậu phương làm công tác huấn luyện thế hệ lính bắn tỉa tiếp theo. Về sau Zaytsev đã được phong tặng danh hiệu Anh hùng Liên bang Xô Viết vì kỳ công của ông trong trận này.
Đối với cả Stalin và Hitler, Stalingrad nhiều khi trở thành một trận đánh mang ý nghĩa tinh thần và danh dự nhiều hơn là một trận chiến giành lấy một thành phố có vị trí chiến lược. Bộ Tổng tư lệnh tối cao STAVKA đã điều động rất nhiều đơn vị dự bị chiến lược từ khu vực Moskva về hạ lưu sông Volga và tập trung một lượng lớn máy bay từ toàn đất nước về khu vực chung quanh Stalingrad.
Các chỉ huy cấp cao của hai phe cũng chịu nhiều áp lực nặng nề: mắt của Paulus bắt đầu mắc phải tật máy giật khiến phần bên trái của mặt ông chịu nhiều đau đớn, còn Chuikov thì bị chàm bội nhiễm khiến đôi bàn tay của ông luôn luôn bị băng bó kín mít. Các binh sĩ của hai phe thì ngày nào cũng phải trải qua những trận cận chiến cực kỳ ác liệt và căng thẳng.
Với quyết tâm hủy diệt toàn bộ sức kháng cự của Hồng quân, các phi đội máy bay Stuka của Tập đoàn quân Không quân số 4 đã thực hiện tổng cộng 900 lần bay nhằm không kích các cứ điểm của Hồng quân tại Nhà máy máy kéo Felix Dzerzhinskiy vào ngày 5 tháng 10 năm 1942. Một vài trung đoàn Xô Viết bị đánh tan, riêng toàn bộ binh sĩ và sĩ quan của Trung đoàn bộ binh số 339 đã vĩnh viễn nằm lại trận địa sau đợt không kích vào sáng ngày 6 tháng 10.:83

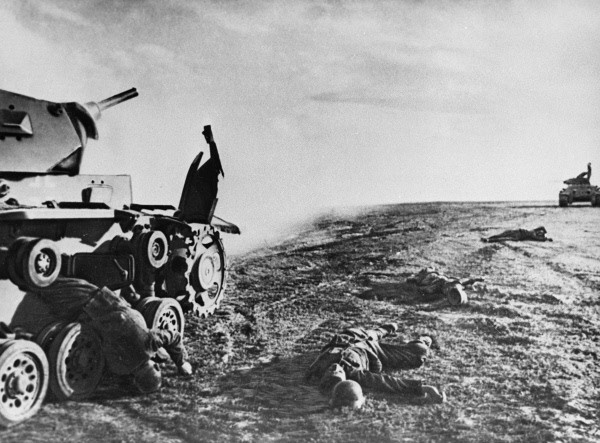
Xe tăng Đức bị tiêu diệt trong giai đoạn phòng thủ Stalingrad. Tháng 10 năm 1942

Đến trung tuần tháng 10, Không quân phát xít Đức càng lúc càng tăng cường các hoạt động oanh tạc các đơn vị Hồng quân đang tử thủ tại bờ Tây sông Volga. Đến lúc này, các lực lượng phòng không và không quân Xô Viết đã hoàn toàn bị áp đảo. Tập đoàn quân Không quân số 4 đã thực hiện 2 nghìn lượt bay trong ngày 14 tháng 10 và dội 600 tấn bom vào các vị trí của Hồng quân xung quanh ba nhà máy ở phía Bắc Stalingrad. Các đơn vị máy bay ném bom Stuka số 1, 2, và 77 đã dập tắt hỏa lực của các khẩu đội pháo Hồng quân tại bờ Đông sông Volga trước khi chuyển sang "thanh toán" các đội tàu đang vượt sông để tiếp viện cho số Hồng quân ở phía Bắc thành phố. Tập đoàn quân số 62 đã bị cắt làm đôi - do hệ thống tiếp vận qua sông Volga bị không quân Đức phá hoại nghiêm trọng - gần như bị tê liệt.
Lúc này, Hồng quân Xô Viết đã bị dồn vào một dải đất dài 1.000 thước Anh (910 m) dọc bờ sông Volga. Các đội bay Stuka của không quân Đức đã thực thi 1.208 lượt ném bom với quyết tâm thanh toán ổ kháng cự cuối cùng của Hồng quân trong thành phố.:84 Tuy nhiên, bất chấp những trận mưa bom mà phát xít Đức trút lên đầu họ (Stalingrad đã chịu sự oanh tạc dữ dội hơn cả Sedan hay Sevastopol), Tập đoàn quân số 62 với 47 nghìn binh sĩ còn lại vẫn đứng vững và quyết không để bất cứ binh sĩ nào của các tập đoàn quân số 6 và tập đoàn quân thiết giáp số 4 (Đức) chạm được tới bờ sông Volga.

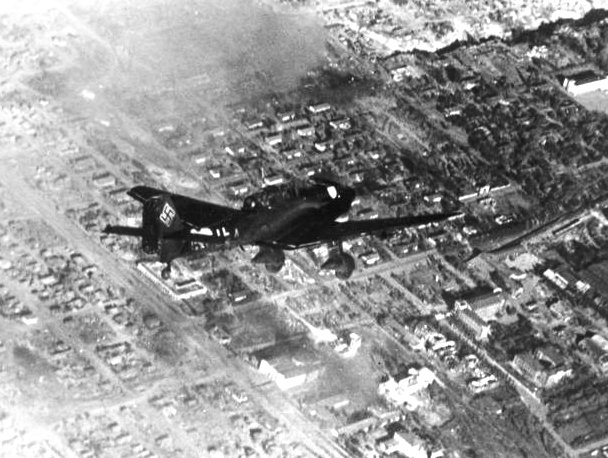
Máy bay ném bom bổ nhào Junkers Ju 87 Stuka đang oanh tạc Stalingrad.

Không quân Đức vẫn chiếm ưu thế trên không cho đến tận đầu tháng 11 năm 1942 và sức kháng cự của không quân Xô Viết tại đây gần như là không đáng kể, tuy nhiên sau khi thực hiện gần 2 vạn lượt bay thì số máy bay của Đức cũng bị thiệt hại đáng kể: giảm từ 1.600 chiếc xuống còn 950 chiếc; đặc biệt lực lượng máy bay ném bom (Kampfwaffe) bị thiệt hại nặng nhất, chỉ còn 232 chiếc phi cơ so với 480 chiếc lúc đầu.:95 Người Đức đã nắm giữ ưu thế về chất lượng so với đối thủ Không quân Xô Viết và 80% sức mạnh không quân Đức đã được tập trung ở mặt trận Xô-Đức; có điều Tập đoàn quân Không quân số 4 đã không thể ngăn chặn nổi đà phát triển của không quân Xô Viết: đến đầu trận phản công Stalingrad, không quân Xô Viết đã áp đảo không quân Đức về số lượng.
Các lực lượng máy bay ném bom của không quân Xô Viết (Aviatsiya Dal'nego Deystviya - ADD) đã chịu nhiều thiệt hại suốt 18 tháng vừa qua, vì vậy họ chủ yếu chỉ thực hiện các đợt oanh tạc vào ban đêm. Tổng cộng Hồng quân đã thực hiện 11.317 đợt oanh kích (đêm) vào khu vực giữa Stalingrad và sông Don từ ngày 17 tháng 7 đến 19 tháng 11. Do ném vào ban đêm nên các đợt không kích này chủ yếu nhằm gây hoảng loạn chứ không đem lại thiệt hại gì nhiều cho quân Đức.:82
Tình thế của không quân Đức dần trở nên tồi tệ vào giữa tháng 11. Ngày 8 tháng 11 năm 1942, một lượng lớn máy bay Đức thuộc Tập đoàn quân Không quân số 4 bị điều tới Bắc Phi khi quân Anh-Mỹ đổ bộ lên Bắc Phi. Lúc này không quân phát xít Đức bị dàn quá mỏng trên toàn châu Âu và phải vất vả duy trì sức mạnh của họ ở khu vực phía Nam của mặt trận Xô-Đức. Trong khi đó, Hồng quân lại nhận được viện trợ của Hoa Kỳ theo chương trình Cho vay-Cho thuê. Trong quý 4/1942, Hoa Kỳ đã viện trợ 6 vạn xe tải, 11 nghìn xe jeep, 2 triệu đôi ủng, 5 vạn tấn thuốc nổ, 45 vạn tấn thép và 25 vạn tấn nhiên liệu dành cho hàng không. Tuy nhiên, do sự phá hoại của các tàu ngầm Đức (ví dụ như trong trận Convoy PQ-17), một phần lớn số hàng này đã làm mồi cho cá.
Cuối cùng, sau 3 tháng chiến đấu ác liệt, ngày 15 tháng 10 quân Đức ngay trong thành phố đột phá được tới bờ sông Volga tại phía nam nhà máy Barrikada, chiếm đóng 90% thành phố và cắt lực lượng Hồng quân trong nội đô làm hai "cái túi" lớn. Lúc này, mùa đông của nước Nga đã làm dòng sông Volga đóng băng và ngăn cản việc tiếp vận đường thủy của Hồng quân, tuy nhiên ở đồi Mamayev Kurgan và trong các nhà máy ở phía Bắc của thành phố, chiến sự vẫn diễn ra với cường độ và sự ác liệt không hề suy giảm. Những trận đánh tại Nhà máy thép Tháng Mười Đỏ, Nhà máy máy kéo Felix Dzerzhinsky, công xưởng vũ khí Barrikada trở nên lừng tiếng. Và việc tiến tới bờ sông Volga đã là nỗ lực cuối cùng của phát xít Đức: cũng chính vào lúc này sức mạnh tiến công của quân đội Đức đã cạn kiệt. Chiến sự đi vào ổn định - quân Đức đã đi quá xa nguồn tiếp ứng của mình và việc đánh nhau trong thành phố không phải là lợi thế của quân tấn công: quân Đức đã mất hết lợi thế hoả lực và tấn công cơ động. Tổng cộng tính từ tháng 7 đến tháng 11 năm 1942, tại các mặt trận sông Don, sông Volga và Stalingrad, quân Đức đã mất 60 vạn người, 1 nghìn xe tăng cùng nhiều trang thiết bị khác và lâm vào tình thế hết sức khó khăn.
Trong giai đoạn này, Stalingrad đã trở thành một "Verdun" của Chiến tranh thế giới thứ hai.

## Chiến dịch phản công chiến lược Stalingrad
Nhận ra rằng quân Đức tỏ ra thiếu chuẩn bị để đối phó với một đợt phản công và phần lớn binh lực của họ thì đang nằm đâu đó tại phía Nam của mặt trận, Bộ Tổng tư lệnh tối cao Stavka quyết định mở một số đợt phản công, trong đó có một chiến dịch nhằm thanh toán Tập đoàn quân số 6 đang nằm ở Stalingrad.
Đây là giai đoạn được đánh giá là then chốt về mặt chiến lược trong cuộc chiến, nó mở đầu cho giai đoạn thứ hai của cuộc chiến tranh vệ quốc vĩ đại (19 tháng 12 năm 1942 - 31 tháng 12 năm 1943) nói chung và của Chiến dịch mùa Đông 1942-1943 (19 tháng 11 năm 1942 - 3 tháng 3 năm 1943) nói riêng, lôi kéo sự tham gia của 15 Tập đoàn quân trên nhiều mặt trận cùng một lúc.

### Chiến dịch Sao Thiên Vương

#### Tình hình quân Đức

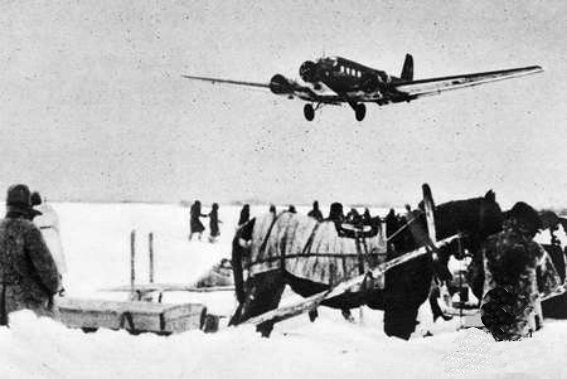
Các chuyến bay Ju-52 tiếp tế cho quân Đức tại Stalingrad

Việc đánh chiếm thành phố vẫn tiếp tục cho đến ngày 18 tháng 11 nhưng không thành công trước sức kháng cự mạnh mẽ của Hồng quân. Mùa đông khắc nghiệt của nước Nga đã đến, quân Đức đã bị sa lầy - họ không thể chiếm thành phố mà mùa đông đã tới, với lại họ ở quá xa các lực lượng tiếp vận của mình. Tình hình quân Đức thực sự đã nguy ngập chí ít thì cũng báo hiệu cái gì đó như mùa đông năm 1941. Quân Đức và các chư hầu Ý, Hungary và Rumani - những lực lượng bảo vệ cạnh sườn của Tập đoàn quân số 6 đã liên tục yêu cầu tổng hành dinh tăng viện. Đoạn chiến tuyến dài 200 cây số ở phía Bắc Stalingrad nằm giữa quân Ý và Voronezh - tức cạnh sườn Bắc của Tập đoàn quân số 6 - được bảo vệ bởi Tập đoàn quân Hungary số 2; mà trang bị, tinh thần chiến đấu và khả năng chỉ huy của các sĩ quan quân chư hầu hoàn toàn kém hơn quân Đức. Việc này khiến chiến tuyến của quân phát xít trở nên rất mỏng và yếu tại khu vực này - có nơi một trung đội phải căng mình ra bảo vệ một chiến tuyến dài tới 1-2 cây số. Thêm vào đó, việc Hồng quân vẫn còn làm chủ một số bàn đạp trên bờ Tây sông Volga - ngay tại khu vực này - tạo thành một mối đe dọa lớn cho quân phát xít. Tương tự, cạnh sườn phía Nam của Tập đoàn quân số 6, ở Tây Nam Kotelnikovo chỉ do Quân đoàn số 7 (Rumani) và Sư đoàn bộ binh cơ giới số 16 (Đức) phòng ngự.
Tuy nhiên, Hitler lại quá quan tâm đến việc đánh chiếm Stalingrad nên phớt lờ yêu cầu củng cố các lực lượng cạnh sườn tại Stalingrad. Tổng tham mưu trưởng của quân đội phát xít Đức, tướng Franz Halder bày tỏ lo ngại về mối quan tâm quá mức của Hitler về việc đánh chiếm thành phố và chỉ ra rằng nếu như cạnh sườn yếu kém của Tập đoàn quân số 6 không được củng cố thì quân Đức sẽ gặp thảm họa tại Stalingrad. Nhưng Hitler bảo Halder rằng Stalingrad sẽ bị đánh chiếm và cạnh sườn yếu kém của Tập đoàn quân số 6 sẽ được bảo vệ bởi "lửa nhiệt tình của chủ nghĩa quốc xã, rõ ràng đây là cái mà ta không thể trông chờ ở ông (Halder)" rồi thay ông bằng tướng Kurt Zeitzler vào giữa tháng 10. Mặt khác, Hitler tin rằng Hồng quân không còn đủ lực lượng để tung ra một đợt phản công đủ lớn để đảo ngược tình thế, khi mà ở quanh khu vực Stalingrad giờ đây đã tập trung hơn 1 triệu quân Đức và chư hầu.

#### Kế hoạch của Hồng quân

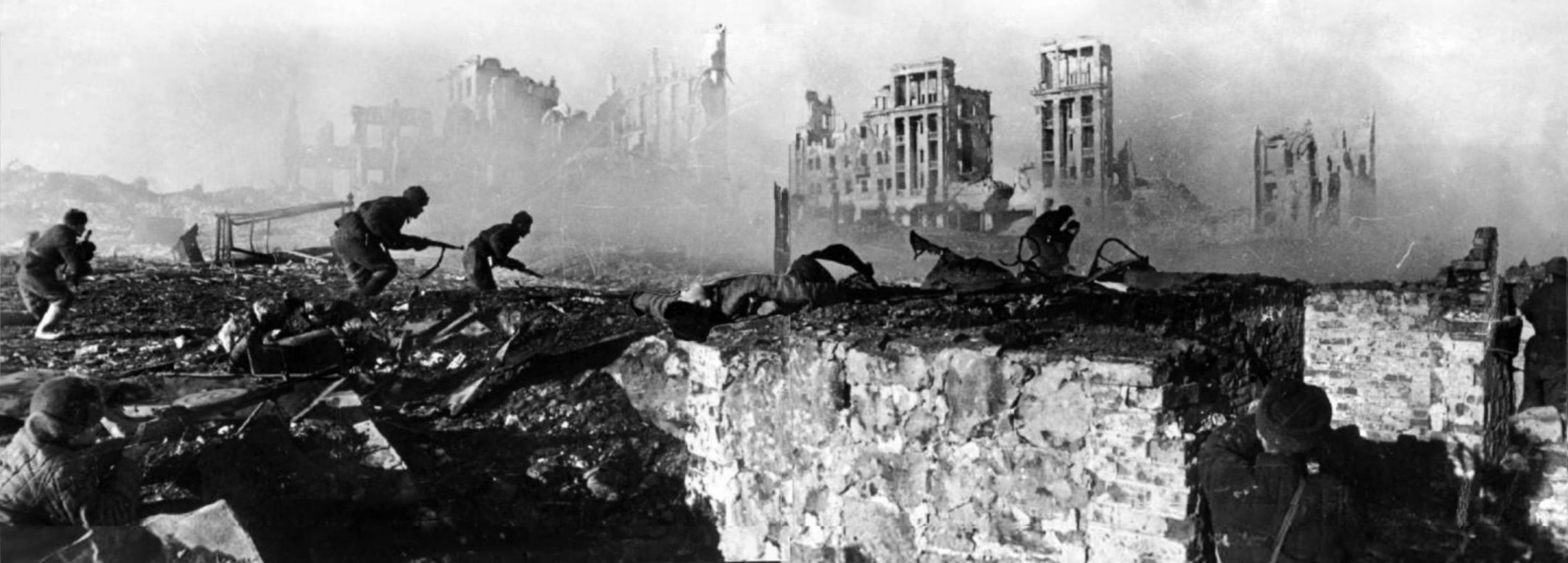
Quân đội Liên Xô phản kích trên các đường phố Stalingrad

Trong khi phía Đức đang sa lầy trong việc chiếm thành phố thì quân đội Xô Viết đã tập trung một lực lượng lớn sẵn sàng phản công. Mùa thu năm 1942, hai Đại tướng của Hồng quân Liên Xô là Aleksandr Vasilyevsky và Georgy Zhukov - những người phụ trách việc hoạch định chiến lược cho khu vực Stalingrad - bắt đầu tập trung một lượng lớn binh lực ở khu vực thảo nguyên phía Bắc và phía Nam thành phố. Điểm yếu tại hai cạnh sườn của quân Đức đã được khai thác triệt để vì Hồng quân Xô Viết chủ trương công kích các đơn vị quân chư hầu yếu kém và né tránh quân Đức những khi có cơ hội - giống như những gì người Anh đã làm tại Bắc Phi. Kế hoạch phản công của Hồng quân là cố gắng kiềm chế và giữ chân lực lượng Đức ở chính diện trong thành phố trong khi đó mở các đòn vu hồi vào hai cánh của quân phát xít vốn đã bị kéo dài và được bố phòng yếu kém và sau cùng khóa chặt vòng vây đối với khối quân phát xít trong nội đô Stalingrad. Những nơi bị công kích có khoảng cách đủ xa so với nội đô Stalingrad để Tập đoàn quân số 6 của Đức đóng tại đây không có đủ thì giờ để điều quân đến ứng cứu.:221,226 Kế hoạch phản công của Liên Xô sử dụng đến nhiều biện pháp đánh lừa đối phương mà rốt cục đã bao vây và tiêu diệt được tập đoàn quân số 6 Đức cùng với nhiều lực lượng phát xít khác xung quanh thành phố, đã dẫn đến thất bại quy mô lớn thứ hai của Quân đội Đức Quốc xã trong Chiến tranh thế giới thứ hai.
Trong quá trình chuẩn bị chiến dịch, Đại tướng Zhukov đã đích thân đến thị sát mặt trận - một điều hiếm thấy đối với các sĩ quan cao cấp như ông.:222-223 Chiến dịch phản công mang mật danh "Sao Thiên Vương" (Уран) và được phát động đồng thời với Chiến dịch Sao Hỏa nhằm vào Cụm Tập đoàn quân Trung tâm. Kế hoạch phản công của Hồng quân Xô Viết gần giống như những gì đã diễn ra tại bờ sông Halhin 3 năm về trước, lúc đó hai đòn đánh vu hồi liên tiếp của Zhukov đã bao vây sư đoàn số 23 của phát xít Nhật và tiêu diệt chúng. Kế hoạch tấn công đã được Bộ tổng tư lệnh quân đội Xô Viết soạn thảo hết sức kỹ lưỡng, tính đến cả những kinh nghiệm xương máu của hơn một năm thất thế của quân đội Xô Viết. Dĩ nhiên, dấu ấn cá nhân của Đại tướng Zhukov và Vasilevsky rất lớn trong công việc này. Hai ông đã được phong danh hiệu Anh hùng Liên bang Xô Viết nhờ công lao này. Và lần này, cũng như mùa đông 1941 trong trận phản công tại Moskva, các lực lượng nòng cốt để phản công lại là các sư đoàn mới tinh, trang bị tốt, giàu sức sống của các quân khu Siberia và Viễn Đông Nga được điều tới.

#### Trận phản công bắt đầu

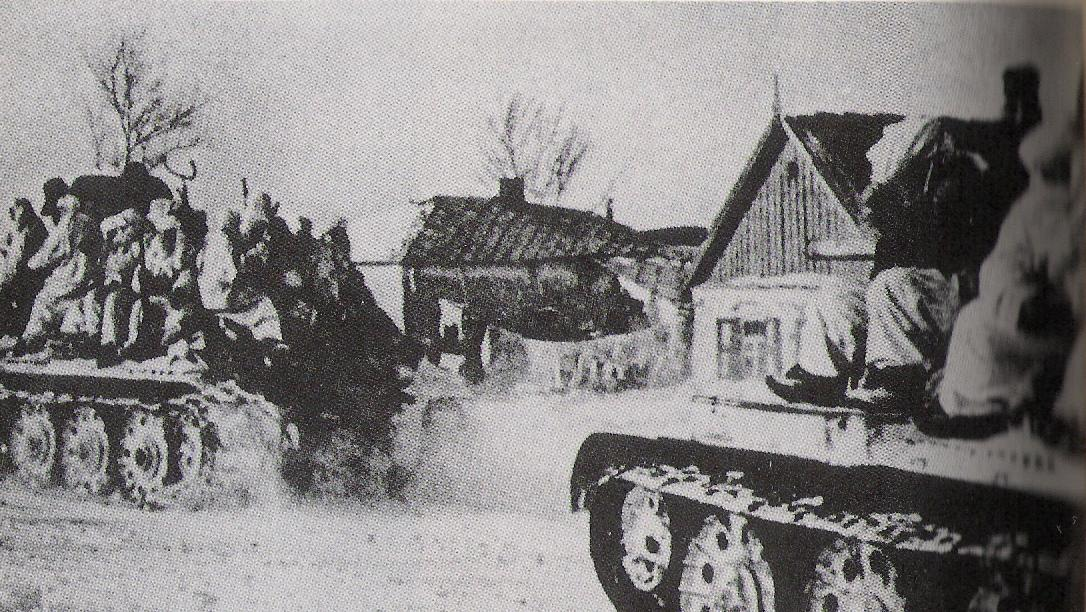
Tập đoàn quân xe tăng 5 (Liên Xô) xuất phát tấn công

Ngày 19 tháng 11 năm 1942 tại cánh bắc mặt trận Stalingrad, lúc 7h30 Chiến dịch Sao Thiên Vương chính thức mở màn, theo kiểu vận động kinh điển của trận Cannae. Phương diện quân Tây Nam của tư lệnh trung tướng N. F. Vatutin gồm các ba tập đoàn quân với quân số nguyên vẹn (2, 5, 17), tập đoàn quân xe tăng số 5, tập đoàn quân cận vệ số 1 và tập đoàn quân số 21 (tổng cộng gồm 18 sư đoàn bộ binh, 8 lữ đoàn xe tăng, hai lữ đoàn bộ binh cơ giới, 6 sư đoàn kỵ binh và 1 lữ đoàn pháo chống tăng từ bàn đạp Seraphimovich đánh vào sườn phía Bắc của tập đoàn quân số 6 Đức, mục tiêu là khu vực bố phòng của tập đoàn quân Rumani số 3. Tổng binh lực Liên Xô được huy động cho chiến dịch phản công lên tới 1,1 triệu quân và 900 xe tăng, đối diện là lực lượng Đức và chư hầu với hơn 1 triệu quân.
Tuy tổng binh lực của hai bên xấp xỉ nhau, nhưng Hồng Quân có trong tay lợi thế lớn là yếu tố bất ngờ, cho phép họ tập trung binh lực áp đảo tại những mũi nhọn đột phá, trong khi quân Đức thì đang bị dàn mỏng. Quân Rumani đã nhận thấy những hành động chuẩn bị tấn công của Hồng quân Xô Viết và yêu cầu tăng viện nhưng bị từ chối. Bị dàn mỏng trên một chiến tuyến quá rộng, bị áp đảo về quân số cùng trang thiết bị, phòng tuyến của quân Rumani ngay lập tức bị cắt tan nát thành những mảnh vụn. Sau một ngày tấn công, phương diện quân của Vatutin đã tiến sâu được 25–35 km. Ngày 20 tại cánh nam Stalingrad, phương diện quân Stalingrad của tư lệnh thượng tướng A. I. Yeryomenko gồm tập đoàn quân 51, 57 và 64 tấn công vào sườn phải tập đoàn quân xe tăng số 4 Đức, mục tiêu là vị trí bố phòng của tập đoàn quân Rumani số 4 tại khu vực hồ Shasha. Lực lượng Rumani tại đây - vốn chủ yếu là các đơn vị bộ binh - cũng nhanh chóng sụp đổ. Sau khi chọc thủng tuyến phòng ngự đối phương các đơn vị cơ động của hai phương diện quân Xô Viết bằng hai mũi vu hồi, thọc sâu bằng xe tăng kết hợp cùng bộ binh cơ giới với tốc độ rất cao tiến tới hợp vây tại khu vực Kalach khoảng 30 km về phía tây Stalingrad.
Chỉ sau 3 đến 4 ngày tiến công, các lực lượng tiến công Xô viết đã gặp nhau tại Kalach và đã hợp vây hoàn toàn 22 sư đoàn đối phương, một bộ phận của tập đoàn quân xe tăng số 4 và toàn bộ tập đoàn quân số 6 Đức. Tổng cộng khoảng 33 vạn quân Đức đã rơi vào vòng vây siết chặt. Về sau, toàn bộ cảnh này đã được phục dựng lại trong một bộ phim chiến tranh lừng tiếng của Liên Xô.

#### Liên Xô bao vây Tập đoàn quân số 6 và nỗ lực của Đức

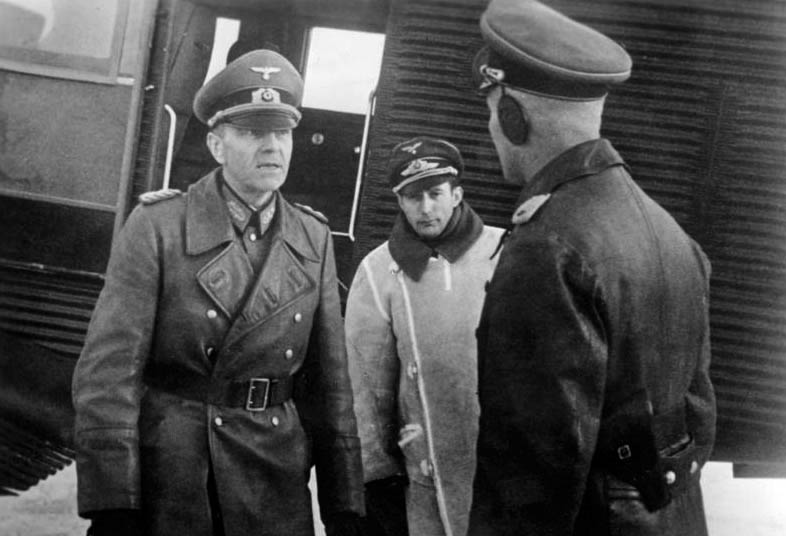
Thống chế Paulus tại mặt trận Nam Nga

Theo Manstein, khoảng 29 vạn quân Đức và chư hầu Rumani cùng với Trung đoàn bộ binh tăng viện Croatia số 369 và một số lực lượng bộ binh phụ trợ khác đã lọt trọn trong vòng vây. Trong "cái túi" (người Đức gọi là "cái vạc", tiếng Đức: Kessel) ở Stalingrad cũng có 1 vạn thường dân cùng với một số binh sĩ Xô Viết bị bắt làm tù binh. Có khoảng 5 vạn quân của Tập đoàn quân số 6 không nằm trong vòng vây. Hồng quân nhanh chóng dựng nên hai phòng tuyến xung quanh khối quân bị vây: một chiến lũy (circumvallation) hướng vào phía trong và một chiến hào bao vây (contravallation) hướng ra phía ngoài.
Tại một hội nghị ngay sau cuộc bao vây của Liên Xô, các lãnh đạo quân sự Đức đã thúc giục mở một cuộc phá vây tại Stalingrad để rút về một phòng tuyến mới trên bờ Tây sông Don. Nhưng lúc đó Hitler đang ở tại khu nghỉ riêng của mình ở sườn núi Obersalzberg, thị trấn Berchtesgaden, Bavaria cùng Hermann Göring, người đứng đầu Không quân Đức Luftwaffe. Khi được Hitler hỏi, Göring trả lời rằng Không quân Đức có thể tiếp tế cho tập đoàn quân số 6 bằng một cầu hàng không.:234 Điều này sẽ cho phép quân Đức trong thành phố tiếp tục chiến đấu trong khi một lực lượng giải cứu được thành lập. Một năm trước đó, một kế hoạch tương tự cũng đã được sử dụng thành công ở "cái túi" Demyansk, dù với một quy mô nhỏ hơn nhiều: chỉ có một quân đoàn với 50 ngàn quân bị vây ở Demyansk, trong khi bị vây tại Stalingrad là cả một tập đoàn quân với hơn 300 ngàn quân. Hơn nữa, lực lượng chiến đấu của Liên Xô đã tiến bộ rõ rệt cả về số lượng và chất lượng trong một năm qua. Nhưng việc đề cập đến sự thành công của chiến dịch hỗ trợ hàng không tại Demyansk đã củng cố quan điểm riêng của Hitler, và vài ngày sau kế hoạch đã được Hermann Göring tán thành. Trước đó, ngày 30 tháng 9 năm 1942 ông ta đã tuyên bố tại Cung văn hóa thể thao Berlin rằng quân Đức sẽ không bao giờ rời bỏ thành phố.

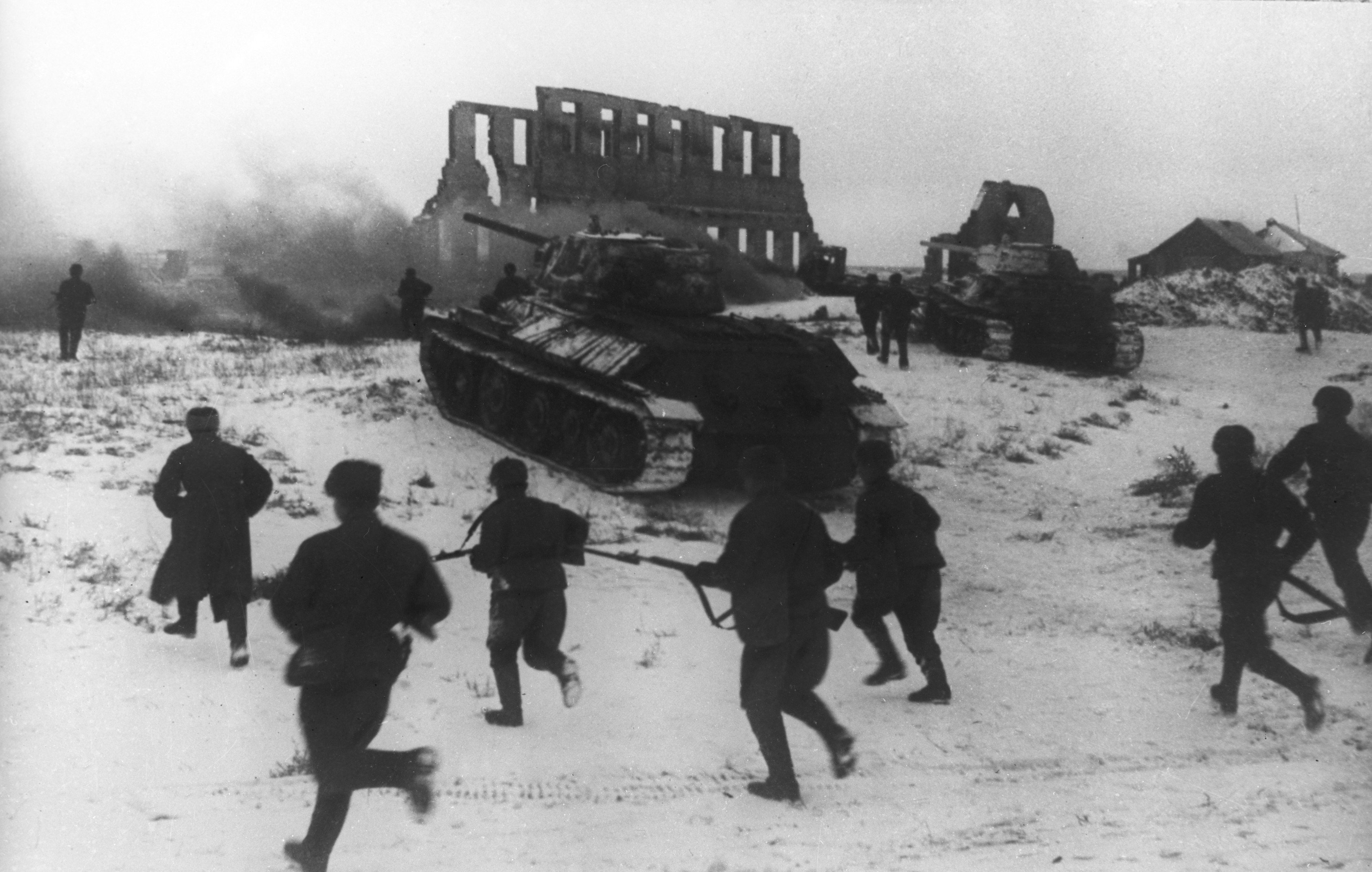
Quân đội Liên Xô đánh chiếm thị trấn Kalach, khép vòng vây quanh Tập đoàn quân 6 (Đức)

Người đứng đầu tập đoàn không quân số 4 Đức, thống chế Wolfram von Richthofen đã cố gắng ngăn quyết định này lại nhưng không thành công. Rõ ràng rằng việc tiếp viện cho "cái túi" bằng không quân là không thể được. Tập đoàn quân số 6 có quân số gấp đôi các tập đoàn quân thông thường, thêm vào đó 1 quân đoàn của Tập đoàn quân thiết giáp số 4 cũng đang bị vây. Khả năng vận chuyển của Không quân Đức sau trận Crete không hề được củng cố, và con số 117 tấn rưỡi họ có thể vận chuyển mỗi ngày sẽ là quá ít so với nhu cầu 800 tấn của lực lượng Đức đang bị vây.:310 Bản thân Paulus thông báo qua điện đàm rằng số quân bị vây cần tới 750 tấn hàng tiếp viện mỗi ngày và khi Goring khoác lác về việc không quân Đức có thể vận chuyển đầy đủ quân nhu cho lực lượng bị vây, tướng Zeitzler đã vặn lại: "Ông có biết rằng số quân ở Stalingrad cần bao nhiêu quân nhu hàng ngày không ?... Bảy trăm tấn ! Mỗi ngày !" Để bổ sung cho số lượng có hạn các máy bay vận tải Junkers Ju 52, các máy bay ném bom với các trang thiết bị không hề thích hợp đã được đem ra để làm nhiệm vụ vận tải, như những chiếc Heinkel He-117 (thật ra cũng có vài loại tỏ ra thích hợp hơn Ju 52, ví dụ như He-111). Nhưng Hitler đã ủng hộ kế hoạch của Goring và nhắc lại mệnh lệnh của mình rằng những tập đoàn quân đang mắc kẹt không được phép đầu hàng.
Với việc ra lệnh cho lực lượng bị bao vây không được phép đầu hàng hoặc phá vây, số phận quân Đức trong vòng vây trở nên nguy kịch, dù binh sĩ Đức có dũng cảm tới đâu thì cũng không thể tồn tại mà không cần tiếp tế lương thực, đạn dược. Nhiều tướng lĩnh Đức sau này đã chỉ trích quyết định của Hitler, coi đó là sự liều lĩnh đến điên rồ, không bao giờ chịu chấp nhận rút lui của ông ta. Tuy nhiên, quyết định của Hitler cũng một phần xuất phát từ sự toan tính chiến lược chứ không hẳn chỉ là liều lĩnh. Để bao vây quân Đức tại Stalingrad, Hồng quân Liên Xô cũng phải tập trung về đây 7 tập đoàn quân với hơn 400.000 quân. Nếu quân Đức đầu hàng hoặc tháo lui sớm, Hồng quân sẽ rút lực lượng này tấn công về phía Đông nhằm chiếm Rostov, nếu họ thành công thì không chỉ Tập đoàn quân 6 mà cả Cụm Tập đoàn quân A và B của Đức (với hơn 500 ngàn quân) đang chiến đấu ở vùng Kavkaz cũng sẽ bị cắt đường tiếp tế và sẽ bị tiêu diệt, thất bại của Đức khi đó sẽ còn lớn hơn rất nhiều. Nói cách khác, Tập đoàn quân 6 phải chấp nhận hy sinh để các lực lượng khác của Đức có thời gian rút khỏi miền nam nước Nga càng nhanh càng tốt. Sau này, thống chế Paulus (chỉ huy quân Đức ở Stalingrad) xác nhận Bộ chỉ huy tối cao Đức yêu cầu ông ta cố thủ để giữ chân các binh đoàn chủ lực Liên Xô xung quanh Stalingrad nhằm yểm hộ cho cuộc rút quân của Cụm tập đoàn quân A khỏi khu vực Bắc Kavkaz, và "các tính toán chiến lược của quân đội Đức đòi hỏi phải làm như vậy".
Sự tiếp tế bằng không quân đã thất bại gần như ngay lập tức. Hỏa lực phòng không hạng nặng và các máy bay tiêm kích của Liên Xô đã khiến không quân Đức tổn thất nặng. 266 máy bay Junker Ju 52 đã bị phá hủy, tương đương 1/3 số chuyển vận cơ của Đức trên mặt trận Xô-Đức. Ngoài ra còn có 165 máy bay ném bom He-111 làm nhiệm vụ vận chuyển, 42 chiếc Junker Ju 86, 9 chiếc Fw 200, 5 chiếc He 177, 1 chiếc Ju 290 cùng gần 1.000 phi công nhiều kinh nghiệm. Bốn phi đội vận tải của tập đoàn quân không quân số 4 (KGrzbV 700, KGrzbV 900, I./KGrzbV 1 and II./KGzbV 1) đã bị giải tán do không còn lực lượng.:122 Thời tiết mùa đông và hỏng hóc kỹ thuật cũng làm giảm hiệu quả của cuộc tiếp tế. Không quân Đức chỉ có thể vận chuyển 94 tấn/ngày, thậm chí đã không thể đạt chỉ tiêu 117 tấn/ngày như thực lực hiện có của nó. Ngày 19 tháng 12 họ đưa được nhiều hàng nhất: 289 tấn trong 154 chuyến bay. Thêm vào đó, hầu hết những hàng hóa chuyển được cho các đơn vị bị vây hầu như là không phù hợp: ví dụ một máy bay đáp xuống được chỉ chở toàn rượu vodka và binh phục mùa hè, một cái khác chở tiêu đen và kinh giới ô. Sự nhùng nhằng của Hitler trong việc xác định mục tiêu của Chiến dịch Bão Mùa đông (để cho quân Đức thoát vây hay để đánh khai thông đến thành phố) làm cho một số lượng lớn nhiên liệu dành cho cuộc phá vây được chuyến đến trong khi thức ăn và đạn dược cần thiết hơn nhiều.:153.
Các máy bay vận tải hạ cánh an toàn đã được sử dụng để di tản những chuyên gia kĩ thuật, những người bị ốm và bị thương ra khỏi vùng bị vây hãm. Khoảng 42 nghìn người tất cả đã được di tản. Nhiều phi công Đức đã bị sốc khi thấy những binh lính được lệnh gỡ hàng đã quá đói và mệt để có thể thực hiện nhiệm vụ. Tại Đức, tướng Kurt Zeitzler xúc động trước thảm cảnh của quân lính tại Stalingrad nên bắt đầu giới hạn khẩu phần ăn của chính mình về mức cả ngày chỉ ăn một bữa đạm bạc vào buổi trưa giống như họ. Sau vài tuần như vậy, ông sụt 26 cân Anh và trở nên hốc hác đến nỗi Hitler tức giận và đích thân ra lệnh cho Zeitzler phải ăn uống lại như bình thường.
Ban đầu, các máy bay tiếp vận cất cánh từ sân bay Tatsinskaya (phi công Đức hay gọi là 'Tazi'). Tuy nhiên sân bay này đã bị quân đoàn xe tăng số 24 của Trung tướng V. M. Badanov tấn công vào ngày 23-24 tháng 12 năm 1942. Do thiếu sự phòng bị, sân bay nhanh chóng ngập chìm trong biển lửa. 108 chiếc Ju-52 và 16 chiếc Ju-86 chạy thoát đến Novocherkassk - bỏ lại 72 chiếc Ju-52 cùng nhiều máy bay khác cho Hồng quân Xô Viết mặc sức phá hủy. Một căn cứ không quân khác được thành lập ở Salsk cách Stalingrad đến 200 dặm, khoảng cách xa như vậy càng cản trở việc tiếp vận đường không. Đến giữa tháng 1 quân Đức bỏ Salsk đến đóng tại Zverevo, gần Shakhty. Zverevo chịu số phận của Tatsinskaya vào ngày 18 tháng 1, lúc này có thêm 50 chiếc Ju-52 bị phá hủy.
Cuối cùng, tổng số tổn thất của không quân Đức trong việc tiếp vận cho số quân bị vây là:
| Số lượng bị phá hủy | Loại máy bay      |
| ------------------- | ----------------- |
| 269                 | Junkers Ju 52     |
| 169                 | Heinkel He 111    |
| 42                  | Junkers Ju 86     |
| 9                   | Focke-Wulf Fw 200 |
| 5                   | Heinkel He 177    |
| 1                   | Junkers Ju 290    |

Tổng cộng có 495 máy bay bị phá hủy, tương đương với 5 phi đội và hơn một quân đoàn không quân, như vậy là một nửa lực lượng không quân Đức dùng cho nhiệm vụ tiếp vận đã làm mồi cho hỏa lực Liên Xô. Thêm vào đó, hoạt động của không quân phát xít Đức ở các mặt trận khác cũng bị giới hạn nghiêm trọng để dồn sức cho việc tiếp vận Stalingrad. Cuối cùng việc tiếp vận bị đình lại để phục vụ cho việc huấn luyện không quân Đức.

#### Nỗ lực giải vây của người Đức

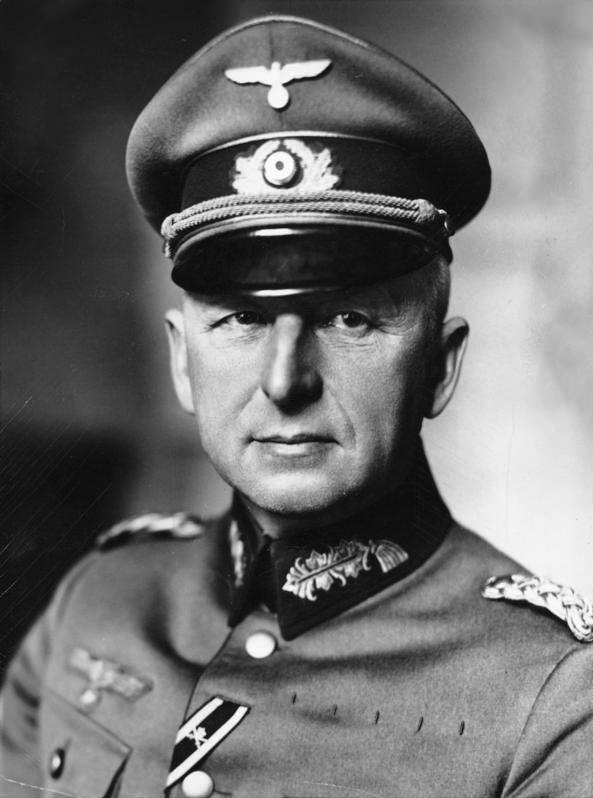
Thống chế Erich von Manstein

Đầu tháng 12 1942, để giải cứu quân Đức ở Stalingrad, 3 sư đoàn thiết giáp, 2 sư đoàn bộ binh, 3 sư đoàn lính dù thuộc tập đoàn quân tăng thiết giáp số 4 do tướng Hermann Hoth chỉ huy đã được điều từ Kavkaz đến khu vực hạ lưu sông Don. Nhưng các đơn vị này dù đã cố hết sức vẫn đều bị Hồng quân Xô Viết đẩy lùi ra xa, cách Stalingrad ít nhất 100 cây số nên không có cách nào để cứu tập đoàn quân số 6 đang bị vây. Chỉ riêng quân đoàn 48 là tiến sát Stalingrad nhất, chỉ còn cách 40 cây số.
Các tướng lĩnh dưới quyền đã đề nghị phương án vượt sông Don ở khu vực đối diện Stalingrad nhưng Thống chế Erich von Manstein phản đối vì cho rằng làm như thế là vô cùng mạo hiểm và khó thực hiện. Ông quyết định chọn khu vực Kotelnikovo nằm ở phía Đông Nam sông Don làm bàn đạp tấn công Stalingrad. Ngày 10 tháng 12, tướng Hermann Hoth đưa tập đoàn quân thiết giáp số 4 của mình vào trận. Quân đoàn 48 có nhiệm vụ vượt sông Don để phối hợp tác chiến với cánh quân của Hoth. Quân đoàn thiết giáp 57 thuộc tập đoàn quân thiết giáp số 4 được giao trọng trách thực hiện mũi tấn công chính. Yểm trợ cho mũi tấn công này là sư đoàn cơ giới số 23 ở sườn phải, sư đoàn thiết giáp số 17 ở sườn trái và sư đoàn thiết giáp số 6 là lực lượng hậu bị.
Vừa tham gia trận đánh, các đơn vị này đã ngay lập tức gặp sự kháng cự ác liệt của thiết giáp và bộ binh Liên Xô do thượng tướng A. I. Yeryomenko chỉ huy. Quân Đức trước đòn phủ đầu đã gần như bị chặn đứng, trong suốt 1 tuần lễ chỉ tiến lên chưa được 50 cây số. Nhưng đến ngày 17, sư đoàn bộ binh cơ giới số 23 đã liều lĩnh tổ chức 1 đợt tấn công quyết liệt và chiếm được 2 cây cầu bắc qua sông Aksai-Esaulov. Như vậy trở ngại tự nhiên lớn nhất là con sông đã bị người Đức khắc phục và giờ đây khoảng cách giữa 2 tập đoàn quân số 6 và số 4 của Đức chỉ còn 70 cây số.
Tuy nhiên, vào cùng thời điểm quân Đức tổ chức giải vây, Hồng quân đã quyết định mở chiến dịch Sao Thổ vào ngày 11 tháng 12 nhằm tiêu diệt các lực lượng Ý, Hungary, Rumani và Đức dọc sông Don. Mục tiêu ban đầu của chiến dịch là nhằm vào tập đoàn quân số 8 của Ý ở vùng trung lưu sông Don. Mở đầu chiến dịch, tập đoàn quân 63 của Liên Xô, bằng các xe tăng T-34 và máy bay đã tổ chức tấn công vào các vị trí phòng thủ yếu nhất của người Ý. Các vị trí này được bảo vệ bởi 2 sư đoàn bộ binh từ Ravenna và Cosseria đã nhanh chóng bị đánh tan. Ngày 17 tháng 12, tập đoàn quân 21 và tập đoàn quân thiết giáp số 5 của Liên Xô đã tấn công vào các vị trí của quân Rumani ở cánh phải người Ý. Cũng cùng thời gian này, cánh trái người Ý, do các lực lượng Hungary trấn giữ cũng bị tập đoàn quân thiết giáp số 3 và một phần tập đoàn quân 40 Liên Xô tấn công. Tập đoàn quân cận vệ số 1 Liên Xô thì tấn công vào giữa các vị trí của quân Ý. Sau 11 ngày giao tranh, các lực lượng Ý đã bị áp đảo về số lượng, bị bao vây và sau cùng đã bị đánh bại. Tướng Paolo Tarnassi, tổng chỉ huy các lực lượng thiết giáp Ý tại Liên Xô cũng chết trận.
Tập đoàn quân số 8 Ý bị xóa sổ đã tạo một lỗ hổng lớn trên tuyến phòng thủ của người Đức và điều này đã tạo điều kiện cho Hồng quân tiến về hướng Rostov. Nếu chiếm được Rostov, Hồng quân sẽ kiểm soát toàn bộ miền Nam nước Nga, chia cắt các lực lượng của quân Đức. Manstein trước việc Rostov bị đe doạ đã buộc phải rút sư đoàn xe tăng số 6 của tướng Hoth để điều lên hướng Tây Bắc cản đòn tấn công của Hồng quân. Đây là lực lượng hậu bị cho cuộc tấn công của Hoth với đầy đủ quân số và vũ khí nên quyết định này đã ảnh hưởng rất nhiều đến nỗ lực giải vây.

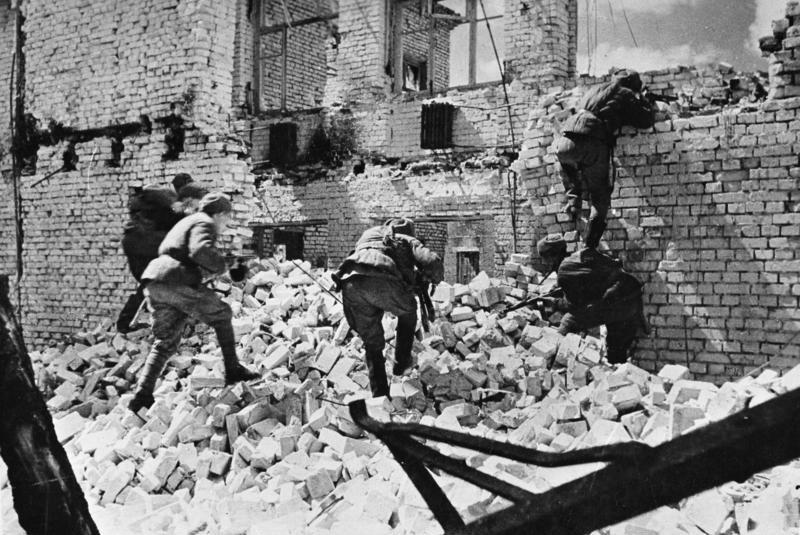
Quân đội Liên Xô và quân đội Đức Quốc xã giành giật từng căn nhà ở Stalingrad

Tuy không còn lực lượng hậu bị, tướng Hoth vẫn cho quân tiến về phía trước để giải cứu Paulus và tập đoàn quân số 6. Sáng ngày 17 tháng 12, trung đoàn mô tô-súng máy số 128 thuộc sư đoàn cơ giới số 23 của Đức phòng thủ bờ bắc sông Aksai-Esaulov, ở đoạn giữa cầu đường sắt và cầu đường bộ qua sông. Sư đoàn 17 với 35 xe tăng tập trung bên cánh trái. Ngày hôm đó, lực lượng bộ binh Liên Xô với sự yểm trợ của xe tăng đã tấn công mạnh vào các căn cứ của quân Đức tại nhà ga Krugliakovo; ngoài ra 15 xe tăng Liên Xô khác cũng tổ chức tấn công cứ điểm Shestakovo do tiểu đoàn công binh thuộc sư đoàn cơ giới 23 chiếm giữ. Quân Đức chịu thiệt hại nặng nhưng đã chặn đứng được các đợt tấn công của Hồng quân đồng thời cũng xác định được các đơn vị Hồng quân tham gia đợt tấn công này gồm sư đoàn bộ binh 87 và lữ đoàn tăng thiết giáp số 13.
Đêm ngày 17 tháng 12, trung đoàn môtô-súng máy số 128 của Đức đã tổ chức tấn công thành công bên cánh phải. Nhân cơ hội đó, tướng Hoth quyết định tiếp tục tấn công về hướng Stalingrad. Ngày 18 tháng 12, Hitler đã từ chối cho tập đoàn quân số 6 đánh ra hướng tiến của tập đoàn quân tăng thiết giáp số 4 bất chấp thỉnh cầu của Manstein. 8 giờ sáng ngày 19 tháng 12, sư đoàn xe tăng số 17 bên cánh trái tổ chức vượt sông tiến về phía trước. Trinh sát cho biết trong vòng 1 ngày đêm trước đó, Liên Xô đã điều thêm rất nhiều quân đến khu vực này. Trưa ngày hôm đó, với sự yểm trợ của không quân và xe tăng, một trung đoàn bộ binh Liên Xô đã tổ chức tấn công quân Đức dọc tuyến đường sắt dẫn đến Stalingrad; một trung đoàn khác từ dưới khe hẻm bất ngờ tấn công lực lượng bộ binh cơ giới Đức. Phía sau lưng bộ binh Liên Xô có khoảng 70 xe tăng yểm trợ. Sau 9 tiếng đồng hồ phản công với hỏa lực mạnh, quân Đức đã đẩy lùi được Hồng quân Xô Viết. Ngày 20 tháng 12, quân đoàn tăng thiết giáp số 57 của Đức trở lại với nhiệm vụ tấn công Stalingrad giải vây cho tập đoàn quân 6. Nhưng hỏa lực cực mạnh của Hồng quân đã ngăn không cho quân Đức tiến về phía trước. Hai ngày tiếp theo đó, ở khu vực dọc tuyến đường sắt đã diễn ra những trận đánh vô cùng ác liệt, cả hai bên đều chịu những tổn thất nặng nề. Tuy nhiên, sau mỗi tổn thất, Hồng quân lại được bổ sung lực lượng kịp thời trong khi quân Đức thì không thể. Điều này khiến quân Đức dần dần bị tiêu hao sinh lực. Ngày 23 tháng 12, đoàn xe tăng Đức đang tiến dọc theo tuyến đường sắt bỗng chạm trán đội hình gồm 80 xe tăng Liên Xô. Sau 4 tiếng chiến đấu quyết liệt, người Đức đã đẩy lùi được xe tăng Liên Xô.

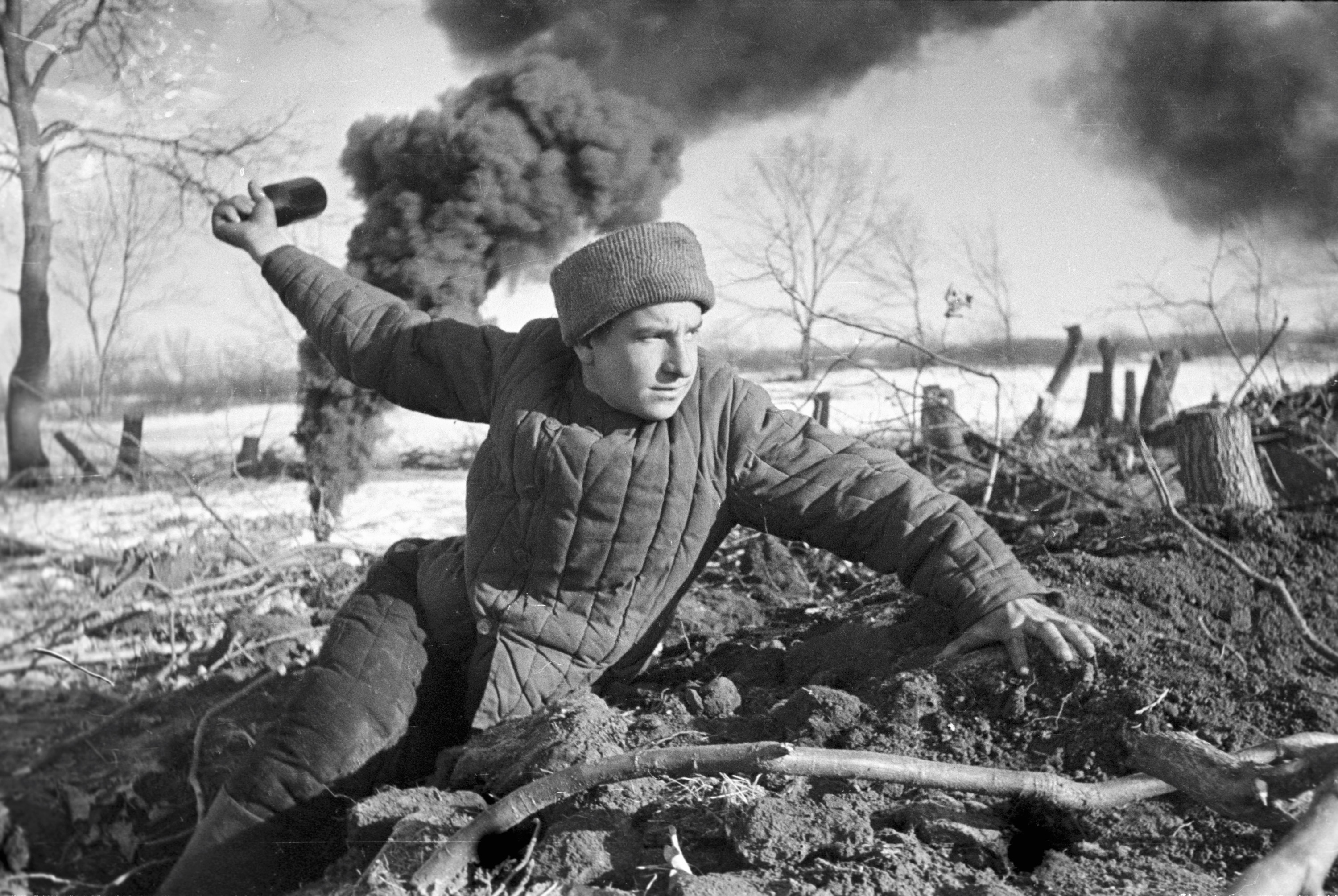
Quân đội Liên Xô liên tục phản kích

Ngay trước đêm Giáng sinh, Hồng quân đã tập trung một lực lượng lớn và tổ chức tấn công. Quân Đức bị đánh bật khỏi khu vực tuyến đường sắt, trung đoàn môtô-súng máy số 128 bị đẩy lùi đến tận bờ sông. Bên cánh trái, trung đoàn hỗn hợp của Đức cũng bị thiệt hại nặng, phải rút lui về làng Romashki, nằm ở hậu tuyến của quân Đức. Chập tối, khoảng 20 chiếc xe tăng Liên Xô tấn công khu vực cầu đường sắt Shestakov trên sông Aksai-Esaulov, một nhóm xe tăng khác kết hợp với pháo binh tấn công căn cứ Romashkin. Một cuộc đấu pháo ác liệt đã diễn ra. Cuối cùng, pháo Liên Xô im tiếng khiến quân Đức lầm tưởng Hồng quân đã rút binh. Tuy nhiên vào rạng sáng, 30 chiếc xe tăng Liên Xô đã bất ngờ áp sát cầu Shestakov, đánh tan tiểu đoàn công binh Đức đang chiếm giữ cây cầu. Dưới sự yểm trợ của pháo binh, xe tăng Liên Xô chuẩn bị vượt sông bằng cầu đường bộ. Nhưng chỉ có một chiếc qua được còn đến chiếc thứ hai thì cây cầu không chịu nổi sức nặng nên đã sập.
Trong suốt ngày 24 tháng 12, Hồng quân nỗ lực vượt sông để tiêu diệt các đơn vị quân Đức đã quá mỏi mệt sau những trận đánh vừa qua. Tuy nhiên, những nỗ lực của Hồng quân ở bờ Nam sông Aksai-Esaulov ngày hôm đó đã không đạt được kết quả như mong đợi. Pháo chống tăng 88 li của Đức đã ngăn chặn hiệu quả xe tăng Liên Xô. Ngoài ra, bộ binh Liên Xô dù được sự yểm trợ của không quân và pháo binh cũng không thể chiếm được cây cầu đường sắt.
Ngày 25 tháng 12, bộ binh Hồng quân đã sửa chữa sơ bộ cây cầu đường bộ bị sập rồi dưới sự yểm trợ của 50 xe tăng đã kéo sang bờ nam sông Aksai-Eseulov, tiến thẳng đến căn cứ Romashkin, đánh tan trung đoàn môtô-súng máy số 128 và chiếm được cây cầu đường sắt ở gần ga Krugliakovo. Chỉ trong một buổi sáng, Hồng quân đã bắc được cây cầu khá vững chắc trên lưng 2 chiếc xe tăng bị rơi xuống sông. Xe tăng Liên Xô theo cây cầu này đã ào ạt vượt sông, đè bẹp mọi sự kháng cự của quân Đức. Tàn binh của quân đoàn tăng thiết giáp Đức số 57 cũng không thoát khỏi sự truy kích ráo riết của Hồng quân. Không lâu sau đó, quân đoàn này đã bị xóa sổ hoàn toàn. Như vậy là kế hoạch đột phá vòng vây của Cụm tập đoàn quân Sông Don do thống chế Manstein chỉ huy nhằm giải vây cho Paulus đã hoàn toàn phá sản.
Bây giờ mọi hy vọng giải vây đều tan thành mây khói, nhưng số quân ở Stalingrad vẫn không biết điều này và vẫn tin tưởng rằng "viện binh đang đến". Một số sĩ quan Đức đề nghị Paulus bỏ qua lệnh của Hitler mà tổ chức phá vòng vây, tuy nhiên ông từ chối vì ông rất ghét việc bất tuân thượng lệnh. Thêm vào đó, nếu mấy tuần đầu việc phá vây bằng các lực lượng cơ giới là khả thi thì bây giờ Tập đoàn quân số 6 đã lâm vào tình trạng thiếu nhiên liệu, đồng thời mùa đông khắc nghiệt của nước Nga cũng là một rào cản lớn cho việc này.

### Trận đánh kết thúc

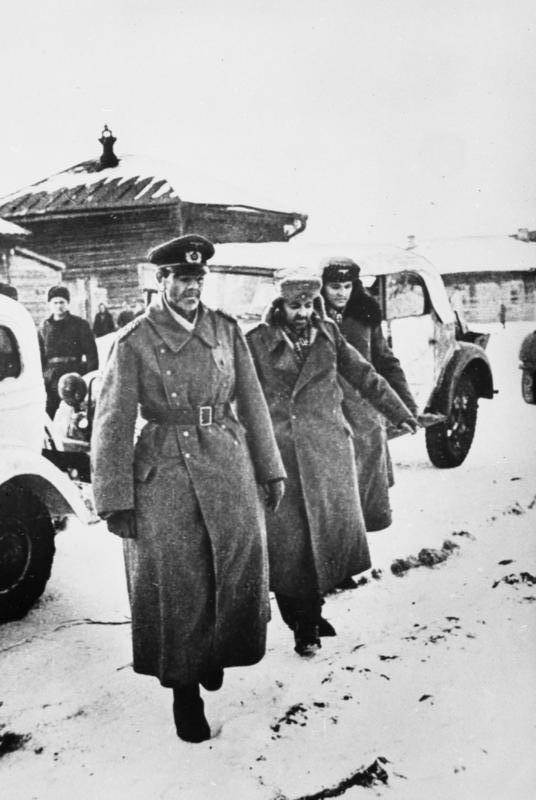
Thống chế Friedrich Paulus (phải) và các sĩ quan phụ tá Arthur Schmidt, Wilhelm Adam sau khi đầu hàng Quân đội Liên Xô.

Số phận tập đoàn quân số 6 xem như đã an bài. Gần 300.000 lính Đức phải lang thang tìm chỗ trú ẩn giữa những đống gạch vụn và 2 vạn thương binh phải nằm trong các tòa nhà đổ nát. Quân Đức không có đủ lương thực, thuốc men, đạn dược nên sức chiến đấu ngày càng suy yếu.
Việc chỉ đạo các hoạt động của quân Đức trong vòng vây ở Stalingrad giờ đây do đích thân Adolf Hitler thực hiện. Từ Đông Phổ cách xa hơn 2.000 km, ông đã đưa ra những mệnh lệnh, những lời động viên, thăm hỏi tới Friedrich Paulus cùng sĩ quan, binh lính của tập đoàn quân số 6.
Sau chiến dịch tấn công quy mô lớn ở khu vực sông Don, Hồng quân đã chiếm được 2 sân bay dã chiến của quân Đức nằm gần Stalingrad - ở Morozovsk và Tatsinskaya. Trước đây, từ 2 sân bay này, mỗi ngày quân Đức có khả năng thực hiện 3 chuyến không vận tiếp tế cho tập đoàn quân số 6. Tuy nhiên giờ đây, từ sân bay dã chiến gần nhất đến Stalingrad cũng phải mất 2 đến 3 tiếng đồng hồ, tốn rất nhiều nhiên liệu và khả năng bị phòng không Liên Xô bắn hạ rất cao. Ngoài ra, do điều kiện thời tiết khắc nghiệt của mùa đông nên không phải lúc nào các máy bay cũng có thể cất cánh được. Do đó, từ đầu tháng 1 năm 1943, mỗi ngày quân Đức chỉ thực hiện được 1 chuyến không vận tiếp tế.
Tình hình thương binh Đức tại Stalingrad ngày càng tồi tệ. Thuốc men, phương tiện y tế và cả phương tiện vận chuyển thiếu thốn. Trước đây, các thương binh thường được chở bằng xe đến đến sân bay Pitomnik để đưa về tuyến sau bằng máy bay. Nhưng khi mà nhiên liệu ngày càng khan hiếm thì thương binh buộc phải nằm lại. Con số thương binh tăng lên nhanh chóng. Sân bay Pitomnik liên tục bị vây hãm và pháo kích nên các phi công chở hàng tiếp tế thường không dám hạ cánh mà thả hàng xuống bằng dù.
Nhiệm vụ tiêu diệt lực lượng Đức bị vây được giao cho Phương diện quân Sông Don của tư lệnh Trung tướng K. K. Rokossovsky. Sáng 8 tháng 1 1943, ba sĩ quan trẻ của Hồng quân, với một lá cờ trắng, đi vào phòng tuyến của quân Đức trên chu vi phía bắc của Stalingrad, trao cho tướng Paulus tối hậu thư của tướng Rokossovsky và thượng tướng pháo binh N.N. Voronov:
| “ | Gửi Tư lệnh của Tập đoàn quân 6 và các chỉ huy cao cấp của tập đoàn quân xe tăng 4 (Đức) đang bị bao vây tại Stalingrad. Các ông tưởng rằng quân Đức sẽ đến cứu các ông nhưng ngược lại, họ đang bị đuổi khỏi Rostov. Các ông đang được cung cấp một khẩu phần ăn chết đói, thiếu đạn dược và nhiên liệu vì các máy bay Đức đã bị thiệt hại nặng bởi không quân của chúng tôi. Tình cảnh binh lính của các ông rất nặng nề, họ phải đối mặt với bệnh tật, cái đói, cái rét và cái chết... Các ông, những chỉ huy đạo quân bị vây hoàn toàn có thể hiểu được rằng không còn hy vọng gì để phá vỡ vòng vây. Tình trạng của các ông là tuyệt vọng, việc tiếp tục chống cự là vô ích. Để tránh đổ máu không cần thiết, chúng tôi đề nghị các ông đầu hàng theo các điều kiện sau đây: 1- Tất cả quân Đức trong vòng vây dưới quyền ông và các sĩ quan của ông trong vòng vây phải chấm dứt kháng cự. 2- Các ông phải giao nộp toàn bộ vũ khí, trang thiết bị quân sự đang sử dụng. Chúng tôi bảo đảm cuộc sống an toàn cho các cấp chỉ huy, sĩ quan không phải là cấp chỉ huy và binh sĩ đã ngừng kháng cự. Họ sẽ được tổ chức cho ăn uống và đối đãi tử tế. Sau chiến tranh, họ sẽ được trả về nước Đức hoặc bất cứ nước nào sẵn sàng nhận tù binh chiến tranh. Tất cả những người bị thương, bị ốm đau và bị rét cóng sẽ được điều trị. Tất cả các quân nhân đầu hàng vẫn được giữ đồng phục đang sử dụng, phù hiệu, quân hiệu, đồ dùng cá nhân, vật trang sức có giá trị. Các sĩ quan cao cấp được giữ lại vũ khí cá nhân được tặng. Chúng tôi sẽ thông qua một đại diện được chỉ định trao cho các ông văn bản chính thức về việc này lúc 15 giờ 00 ngày 9 tháng 1 năm 1943 trên một chiếc xe tại ngã ba đường Konnyi - Kotluban. Các ông phải cử một đại diện tin cậy, biết tiếng Nga, đến khu vực nói trên, đỗ xe cách chỗ giao nhau với đường 564 0,5 km lúc 15 giờ 00 cùng ngày. Nếu các ông từ chối lời đề nghị đầu hàng, chúng tôi báo trước rằng lục quân và không quân Liên Xô sẽ thực thi các biện pháp để tiêu diệt các lực lượng Đức trong vòng vây và khi đó, các ông sẽ phải chịu hoàn toàn trách nhiệm. | ” |
| — Đại diện Đại bản doanh Bộ Tổng tư lệnh tối cao Liên Xô: Thượng tướng N. N. Voronov. Tư lệnh Phương diện quân Sông Don: Trung tướng K. K. Rokossovsky, | |   |

Paulus lập tức gọi cho Hitler về nội dung tối hậu thư và yêu cầu được tự do hành động nhưng bị bác bỏ. Ngoài ra 1 nguyên nhân khác khiến quân Đức không muốn đầu hàng là việc tập đoàn quân Phương Nam của thống chế Paul Ludwig Ewald von Kleist đang rút khỏi Kavkaz. Hiện tại đang có 3 tập đoàn quân Xô Viết bao vây Stalingrad và nếu quân Đức đầu hàng, Hồng quân sẽ tung những lực lượng này đến các chiến trường khác, mà khả năng lớn nhất là chặn đường rút của Kleist. Do đó, Paulus quyết định cầm cự để Kleist có thể rút lui an toàn.

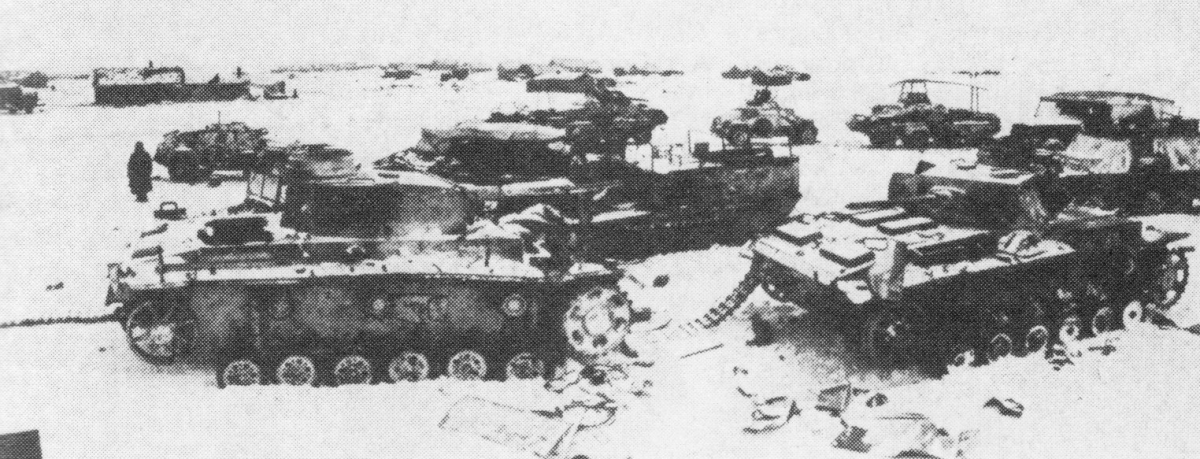
Xác xe tăng Đức bị tiêu diệt trên chiến trường Stalingrad

Sau khi quân Đức tại Stalingrad từ chối đầu hàng, ngày 10 tháng 1 năm 1943, Hồng quân Liên Xô đã giáng cho quân Đức 2 mũi tấn công vô cùng hùng hậu từ hướng Tây và hướng Nam. Mũi tấn công ở hướng Nam gặp phải sự kháng cự quyết liệt nhưng ở mũi hướng tây Hồng quân tiến như chẻ tre. Sư đoàn tăng thiết giáp số 3 Đức ở tuyến trước bị đánh tan. Sáng ngày 11 tháng 1, Hồng quân tiếp tục tấn công. Ở hướng Tây, họ tiếp tục thắng lớn. Sư đoàn cơ giới số 29 và sư đoàn bộ binh số 376 của Đức bị tiêu diệt hoàn toàn. Các đơn vị khác bị đẩy sâu vào trong, lính Đức bị chết cóng rất nhiều.
Sau vài ngày nghỉ ngơi, ngày 16 tháng 1, Hồng quân lại tấn công dữ dội và tiến gần đến sân bay Gumrak, sân bay dã chiến duy nhất còn sót lại của tập đoàn quân số 6. Chiến thuật của người Nga giờ đây có sự thay đổi: hễ gặp kháng cự mạnh là họ chuyển sang tấn công vị trí khác. Paulus triệu tập cuộc họp cấp chỉ huy các quân đoàn, đưa ra đề nghị các đơn vị liều chết phá vòng vây. Nhưng các chỉ huy từ chối vì cho rằng hành động đó là tự sát.
Chiều ngày 19 tháng 1, các sĩ quan cao cấp và sĩ quan tham mưu được lệnh rời bỏ đơn vị để di tản bằng máy bay. Các sĩ quan tham mưu được đưa ra sân bay bằng xe máy - phương tiện vận chuyển duy nhất còn hoạt động được. Xác lính Đức ngổn ngang trong khu vực sân bay. Dù trong tình thế nguy kịch nhưng lính Đức vẫn giữ kỷ luật nghiêm, chỉ ai có giấy chứng nhận có chữ ký của tham mưu trưởng tập đoàn quân và thương binh nặng mới được ưu tiên lên máy bay. Vì Hồng quân đã tiến sát nơi đây và vì sân bay bị pháo kích liên tục, chỉ có 4 chiếc máy bay Đức hạ cánh trong ngày 19. Ngày 22 tháng 1, chiếc máy bay He 111 rời sân bay với 19 thương binh và đây là chuyến bay di tản cuối cùng của tập đoàn quân 6 tại Stalingrad.
Ngày 23 tháng 1, Hồng quân chiếm được sân bay Gumrak. Hi vọng giải thoát cho các sĩ quan cao cấp của tập đoàn quân 6 cũng chấm dứt. Ngoài ra, việc tiếp tế cho quân Đức giờ đây chỉ còn có thể thực hiện được bằng cách thả dù. Đại diện phía Liên Xô đi đến phòng tuyến của Đức ngày 24 tháng 1 với lời đề nghị mới với những yêu cầu và lời hứa như cũ nhưng Paulus, nhận lệnh của Adolf Hitler không đầu hàng đã không hồi âm.

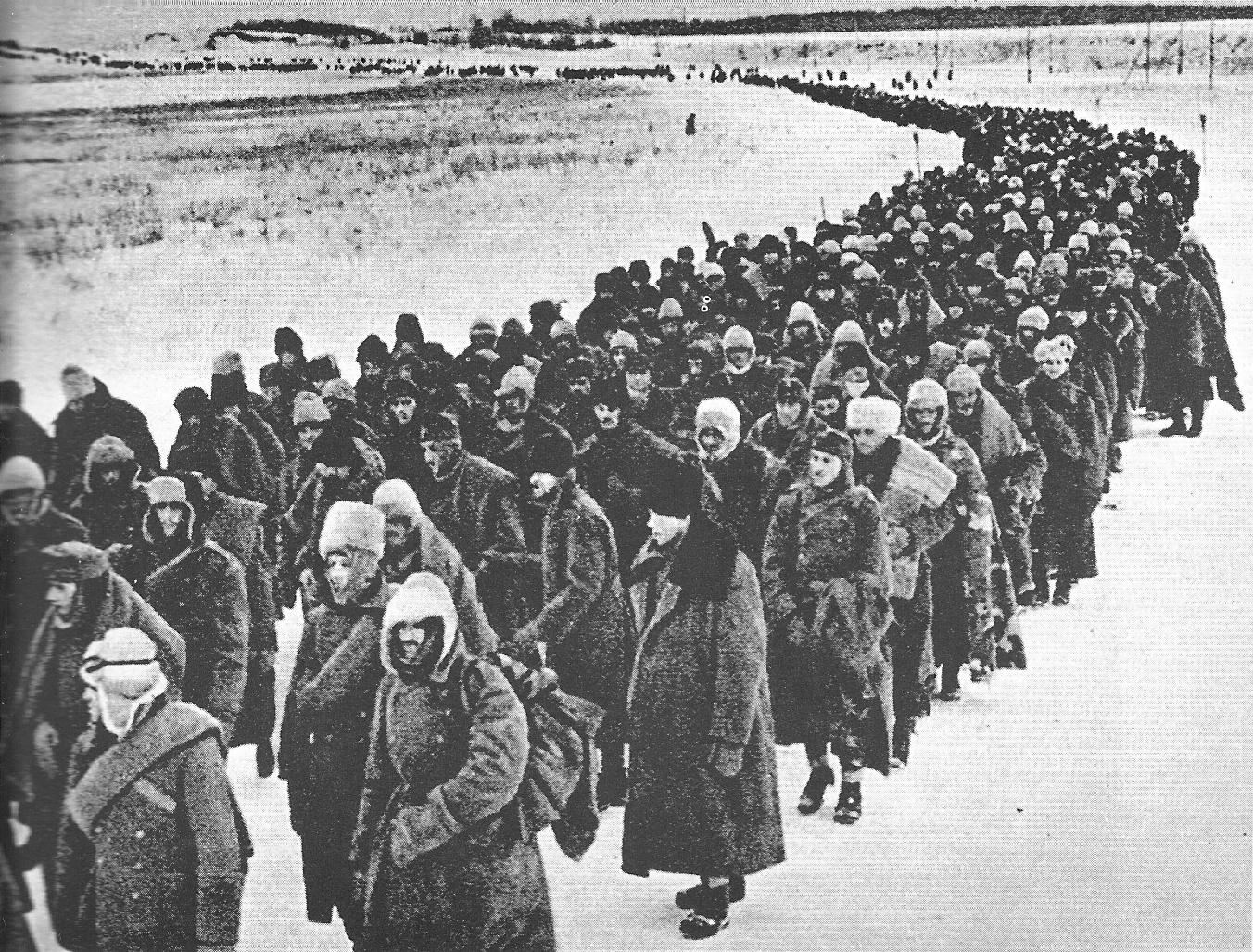
Tù binh Đức, Ý, Rumani và Hungary bị bắt trong trận Stalingrad

Khi ấy, thấy quân Đức đang đến hồi nguy kịch trong trận Stalingrad đẫm máu, Hitler ví von Tập đoàn quân thứ sáu của Đức với 300 người lính thành Sparta dưới quyền vua Leonidas I đã kiên dũng chiến đấu trước quân xâm lược Ba Tư trong trận Thermopylae năm xưa. Đến ngày 28 tháng 1, một đại đoàn có thời hùng mạnh bị cắt ra làm 3 mảnh nhỏ, mảnh phía nam là nơi Paulus đặt tổng hành dinh trong một trung tâm bách hóa một thời phát đạt Univermag. Tình hình thiếu hụt quân lương và đạn dược đã trở nên vô cùng tồi tệ, lúc này Paulus hiểu rõ nỗ lực tiếp vận của không quân Đức đã phá sản hoàn toàn - tức số phận của Stalingrad đã được định đoạt. Ông cầu xin Hitler cho phép ông đầu hàng để giữ tính mạng cho các binh sĩ, tuy nhiên vào ngày 30 tháng 1 năm 1943, nhân kỷ niệm 10 năm Đảng Quốc xã lên cầm quyền, Hitler đã phong cho Paulus quân hàm Thống chế vì từ trước tới nay chưa có một Thống chế Đức nào đầu hàng quân địch. Hitler cho rằng Paulus sẽ chọn cái chết để bảo toàn danh dự cho mình, vì nếu ông đầu hàng thì ông sẽ trở thành sĩ quan cao cấp nhất của Đức bị Hồng quân bắt làm tù binh. Tuy nhiên, Paulus vốn là người theo Công giáo vì vậy ông cực lực phản đối việc tự sát. Ngày 31 tháng 1 năm 1943 Paulus quyết định đầu hàng, đây là lần đầu tiên trong chiến dịch ông chống lại lệnh "tử thủ" của Hitler:
| “                                 | Tôi không hề có ý định phí phạm mạng sống của mình vì cái thứ danh hiệu đó. | ” |
| — Friedrich Wilhelm Ernst Paulus, |                                                                             |   |

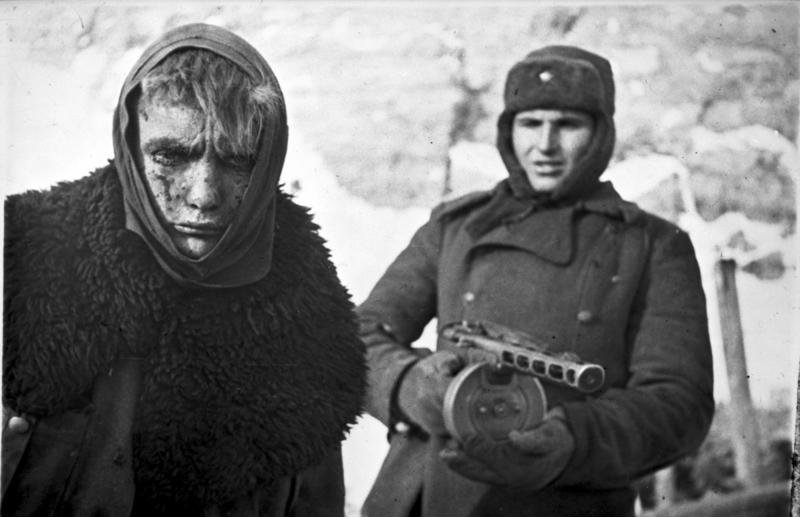
Một tù binh Đức đang bị một binh sĩ Hồng quân áp giải.

Ngày 2 tháng 2 năm 1943, các lực lượng quân Đức còn ở Stalingrad cũng đã đầu hàng. Số tù binh Hồng quân bắt được trong trận này lên đến 91 nghìn người, bao gồm cả ba nghìn lính Rumani, bộ phận còn lại của sư đoàn bộ binh số 20, sư đoàn kỵ binh số 1 và Cụm tác chiến "Đại tá Voicu". Các tù binh Đức - kể cả 24 tướng lĩnh - đói khát, cóng lạnh, nhiều người mang thương tích, tất cả đều mê mụ, đau khổ, níu lấy tấm chăn lấm máu phủ lên đầu chống lại giá lạnh ở -24 °C, đi khập khiễng trên lớp băng tuyết hướng đến các trại tù binh ở Siberia. Nghe tin về sự đầu hàng của Paulus, Hitler đã nói với các sĩ quan của mình:
| “               | Tại Đức trong thời bình, có khoảng 18 đến 20 nghìn người tự sát mỗi năm mặc dù không ở trong tình huống như vậy. Thế mà một người như ông ta sao lại có thể đầu hàng bọn Bolshevik khi đã chứng kiến 5 đến 6 vạn binh lính dưới quyền mình chiến đấu đến chết ?! | ” |
| — Adolf Hitler, | |   |

| “               | Tôi rất hối hận khi phong ông ta quân hàm thống chế. Nếu tự tử, ông ta đã có thể trở thành bất diệt và anh hùng dân tộc nhưng ông ta lại muốn đến Moskva. | ” |
| — Adolf Hitler, | |   |

Hitler cũng cảm thấy tức giận do quân đội của ông ta đã đầu hàng chứ không thể làm nên một "Thermopylae" hào hùng cho ông ta. Trong đợt tổng tấn công của Liên Xô từ ngày 19 tháng 11 năm 1942 đến 2 tháng 2 năm 1943, theo ghi nhận của Nguyên soái G. K. Zhukov tại hồi ký của ông thì trong toàn bộ chiến dịch, đã có 32 sư đoàn và 3 lữ đoàn Đức đã bị tiêu diệt; 16 sư đoàn bị thiệt hại từ 1/2 đến 3/4 quân số. Như vậy đã có hơn 14 vạn sĩ quan và lính Đức bỏ mạng trong những ngày cuối tại Stalingrad. Khoảng 34.000 thương binh và sĩ quan đã được di tản bằng hàng không. Trận Stalingrad kết thúc với thắng lợi hoàn toàn của Hồng quân Liên Xô.
Sau này, Hitler có đề nghị Stalin giao trả Thống chế Paulus, đổi lại Hitler sẽ trả tự do cho con trai của Stalin là Yakov (Yakov là trung úy, bị bắt làm tù binh năm 1941). Tuy nhiên, Stalin đã đặt lợi ích đất nước lên trên tình cảm cá nhân, trong thư trả lời Stalin đã có một câu nói nổi tiếng "Tôi sẽ không đổi một Thống chế để lấy một trung úy". Sau này Yakov đã chết trong trại tù binh của Đức Quốc xã.

## Thương vong

### Đức và chư hầu
Phe Trục thua với tổng số quân Đức, Hungary, Rumani và Ý thiệt hại khoảng 1.050.000 binh sỹ. Trong đó:
- Tổng số quân Đức trong thành phố có 285.000 chết, bị bắt, mất tích hoặc bị thương. 300.000 thương vong khác hứng chịu bởi các Tập đoàn quân A, B và Sông Don đến giải vây. Tổng cộng là khoảng 585.000 thương vong.
- Quân Rumani bị thiệt hại 158.854 lính trong tổng số 228.000 lính tham chiến. Quân Ý thương vong 114.520 lính (bao gồm 84.830 chết hoặc bị bắt, và 29.690 bị thương) trong tổng số 235.000 lính tham chiến. Quân Hungary thương vong 143.000 lính (bao gồm 83.000 chết hoặc bị bắt, 60.000 bị thương) trong tổng số 200.000 lính tham chiến. Cùng với đó là khoảng 5 vạn lính Hiwi (những người Liên Xô đánh thuê cho Đức) đã tử trận hoặc bị bắt.[75] Tổng cộng là khoảng 466.000 thương vong.

Trong thời gian bị vây hãm cuối chiến dịch, có khoảng 10 nghìn thương binh Đức được di tản khỏi trận địa bằng máy bay, khoảng 180 ngàn lính chết tại trận, 91 nghìn bị bắt làm tù binh. Trong số 91 nghìn tù binh, có 27 nghìn chết trong tuần đầu tiên và chỉ có 5 nghìn sống sót trở về Đức trong năm 1955.:430 Tính ra trong số 91 nghìn tù binh chỉ còn khoảng 6% sống sót. Nếu không kể 5 nghìn người được di tản bằng đường hàng không, trong số 28,5 vạn quân bị hợp vây chỉ có khoảng 2% còn sống sót. Ngoài 91.000 tù binh bị bắt ở nội đô Stalingrad, Hồng quân Liên Xô còn bắt được hàng chục ngàn tù binh ở các khu vực lân cận, tổng cộng quân đội Xô viết đã bắt được 151.246 tù binh trong chiến dịch phản công thắng lợi. Tổng cộng toàn chiến dịch, Liên Xô bắt được 235.000 tù binh đối phương.
Trong khi đó, trong hồi ký Nhớ lại và suy nghĩ của mình, nguyên soái Liên Xô G.K.Zhukov đưa ra con số tổn thất của quân Đức trong cả Mặt trận Volga (bao gồm Stalingrad và các vùng phụ cận) là gần 1,5 triệu người, khoảng 3.500 xe tăng và pháo tiến công, 12.000 khẩu đại bác và cối, gần 3.000 máy bay, một số lớn khí tài quân sự. Báo Nước Nga ngày nay cũng đưa ra con số 1,5 triệu người chết, bị thương và bị bắt trên toàn khu vực Stalingrad.

### Hồng quân Xô Viết
Còn Hồng quân tuy chiến thắng nhưng cũng chịu thiệt hại tới 1,1 triệu người. Một nguồn khác cho con số tương tự 1.129.169 thương vong trong đó 478.741 chết/mất tích và 650.878 bị thương hoặc bị ốm. Trong số đó, thương vong trong giai đoạn phòng ngự ở nội đô Stalingrad là 75 vạn người, thương vong trong giai đoạn phản công quân Đức là 37 vạn người. Có 278 binh sĩ Liên Xô bị bắn hạ vì tội đào ngũ khi quân thù tấn công. Thiệt hại về thường dân là 4 vạn người chết trong nội đô Stalingrad do các cuộc không kích của phát xít Đức, khi tập đoàn quân thiết giáp số 4 và tập đoàn quân số 6 tiến vào thành phố. Số dân thường bỏ mạng ngoài thành phố không được thống kê.
Tính chung thiệt hại của cả hai bên từ 2 đến 2,5 triệu người, khiến Trận Stalingrad trở thành trận đánh đẫm máu nhất trong lịch sử thế giới. 

## Kết quả, đánh giá và ảnh hưởng

### Kết quả
Đại thắng Stalingrad của Liên Xô đã đe dọa đến cả Cụm Tập đoàn quân Nam của Đức. Đây được xem là bước ngoặt quyết định về chính trị, quân sự và tâm lý của Chiến tranh thế giới thứ hai vì đây là lần đầu tiên quân đội vô địch của nước phát xít Đức bị đánh bại trong một trận đánh tiêu diệt lớn, với gần 1/4 quân số toàn chiến trường Xô-Đức bị tiêu diệt. Không chỉ vậy, rất nhiều trong số những đơn vị Đức bị tiêu diệt là những đơn vị tinh nhuệ, dày dạn kinh nghiệm chiến đấu (ví dụ như Tập đoàn quân số 6 từng là chủ công trong chiến dịch đánh bại Pháp năm 1940), dù có động viên tân binh thì quân Đức cũng không thể thay thế những đơn vị này được. Số tổn thất về lực lượng và phương tiện ấy đã ảnh hưởng tai hại đến tình hình chiến lược chung và làm rung chuyển tận gốc toàn bộ bộ máy chiến tranh của nước Đức. Vì cả quân Đức, Ý, Hungary, Rumani đều bị tiêu diệt trên sông Volga và sông Don nên uy tín của Đức với các nước đồng minh đã giảm đi rõ rệt. Bắt đầu có bất đồng, tranh cãi vì mất lòng tin vào bộ máy thống trị của Hitler, các nước bắt đầu mong làm thế nào thoát khỏi mạng lưới chiến tranh mà Hitler đã đẩy họ vào. Theo Nguyên soái Zhukov, chiến thắng tại Stalingrad đã tạo thành một làn sóng vui mừng trên khắp thế giới cũng là một cổ vũ lớn đối với các dân tộc ở châu Âu đang nằm dưới sự chiếm đóng của Phát xít Đức.
Thảm bại ở Stalingrad - một bước ngoặt giúp cho Liên Xô nắm chắc lợi thế của mình - đã trở thành tin dữ nhất của nước Đức đang lúc thất thế. Thậm chí, thắng lợi này còn được xem là một trong những bước ngoặt quyết định cả lịch sử thế giới trong thế kỷ XX. Cùng với những chiến thắng của quân Đồng Minh tại Tunisia, chiến thắng Stalingrad đã mang lại lợi thế và củng cố niềm tin thắng lợi cho toàn khối Đồng Minh.
Về phía Đức, tuy thất bại ở Stalingrad nhưng quân đội phát xít Đức còn rất mạnh và nhiều tiềm lực. Sau đó chừng 6 tháng vào mùa hè năm 1943, quân Đức tổ chức một trận đánh lớn tại vòng cung Kursk như một nỗ lực cuối cùng nhằm giành lại thế chủ động tiến công chiến lược. Nhưng một lần nữa quân Đức lại thua trận và từ đó họ lún sâu vào thế bị động chống đỡ cho đến khi đầu hàng vào tháng 5 năm 1945. Trận Kursk cũng được xem là một bước ngoặt như trận thắng của Liên Xô tại Stalingrad vậy. Quân Liên Xô đang thắng thế, lại hừng hừng khí thế báo thù, với đỉnh cao là trận Berlin vào năm 1945.

### Đánh giá

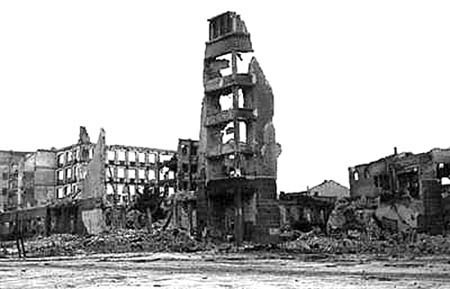
Một góc thành phố Stalingrad sau trận đánh

Chiến bại quyết định tại Stalingrad được xem là trận thua thảm hại nhất của người Đức kể từ sau trận Jena (1806) trong những cuộc chiến tranh của Napoléon, và có thể còn nghiêm trọng hơn cả trận Normandie ở Tây Âu vào năm 1944 Mặc dù phát xít Đức đã chiếm 90% thành phố nhưng những lực lượng Hồng quân còn lại vẫn tử thủ một cách kiên cường và quyết liệt. Đến cuối trận đánh, Hồng quân đã bao vây và tiêu diệt Tập đoàn quân số 6. Một số lực lượng của Tập đoàn quân số 4 cũng bị thương vong trong trận phản công của Hồng quân tại đây.
Khả năng cơ động của quân Đức là một nguyên nhân quan trọng cho thành quả mà họ đạt được trong đầu trận đánh. Trước Stalingrad, Hồng quân chỉ có thể huy động một lượng lớn binh sĩ và giành được chiến thắng trong một trường hợp duy nhất: Moskva. Quân Đức có thể đi vòng qua Stalingrad, vốn có giá trị không lớn về mặt quân sự và những cơ sở vật chất đã được di dời, hoặc tập trung lực lượng hướng xuống phía Nam tới dãy Kavkaz. Tuy nhiên, Hitler lại chọn cách ngược lại, phung phí không biết bao nhiêu binh sĩ thiện chiến trong những trận đánh đẫm máu trong một thành phố tan hoang; điều này mang lại nhiều lợi thế cho các lực lượng Hồng quân đồn trú và giúp Hồng quân có thời gian huy động một lực lượng khổng lồ để thực hiện đòn vu hồi bao vây Tập đoàn quân số 6. Một vài tướng lĩnh Đức cho rằng Hitler đã phung phí một trong những đơn vị quân tinh nhuệ nhất chỉ vì danh dự cá nhân. Tập đoàn quân số 6 được tái lập trong Trận Kursk, tuy nhiên thành phần của nó chủ yếu là những binh sĩ mới được động viên và sức mạnh của nó rõ ràng không thể bằng như trước kia được nữa.:386
Việc Hitler theo đuổi cùng một lúc quá nhiều mục tiêu cũng là một nhân tố quan trọng đóng góp vào sự bại trận của phát xít Đức ở Stalingrad. Ở phía cực Nam, Cụm Tập đoàn quân A nhận nhiệm vụ đánh chiếm vựa dầu của Liên Xô tại Kavkaz - đặc biệt là tại vùng Baku của Azerbaijan. Đó mới là mục đích ban đầu của chiến dịch và cũng được đánh giá là yếu tố quyết định để nhanh chóng đánh bại Liên Xô. Tuy nhiên về sau, nhận thấy địa hình khu vực Kavkaz quá hiểm trở, Hitler đã điều bớt binh lực của Cụm Tập đoàn quân B để chuyển sang chiến đấu tại Stalingrad - và vì vậy phát xít Đức không có đủ quân lực để đe dọa đến Baku. Ngược lại, nếu Hitler từ bỏ việc đánh Kavkaz thì Đức cũng có thể dồn quân từ Cụm Tập đoàn quân A lên Stalingrad để củng cố cạnh sườn yếu của Cụm Tập đoàn quân B và thậm chí cũng có thể giúp đỡ lực lượng này trong việc tác chiến trong thành phố. Rõ ràng tham vọng của Hitler đã vượt quá khả năng của quân Đức.
Stalingrad cũng là nơi thể hiện ý chí và tính kỉ luật của cả hai phe tham chiến. Trong giai đoạn đầu, Hồng quân phải bảo vệ thành phố trước sự tấn công dữ dội của phát xít Đức. Tổn thất của họ lúc đó thật là khủng khiếp, ước tính rằng một tân binh tham chiến tại một số đơn vị tiền phương sẽ không sống sót quá một ngày, còn đối với một sĩ quan là ba ngày. Sự hi sinh của các chiến sĩ Hồng quân được bất tử hóa bởi dòng chữ khắc trên bức tường nhà ga xe lửa - vị trí đã "đổi chủ" đến 15 lần trong suốt chiến dịch - của một binh sĩ Hồng quân thuộc Sư đoàn Cận vệ số 13 (nguyên là Sư đoàn bộ binh số 100) của tướng Rodimtsev khi anh bị thương nặng và đang hấp hối:
| “ | Các binh sĩ Cận vệ của Rodimtsev đã chiến đấu và chết tại đây vì Mẹ Tổ quốc. | ” |

Các binh sĩ Đức cũng thể hiện tính kỉ luật cao độ của họ trong thời gian họ bị Hồng quân bao vây. Đây là lần đầu tiên việc này được thể hiện khi một lực lượng quy mô khổng lồ của phát xít Đức nằm trong một tình thế hết sức khó khăn. Đặc biệt vào giai đoạn cuối của chiến dịch khi thực phẩm và quần áo bị thiếu hụt, nhiều lính Đức bị chết đói, chết rét nhưng kỷ luật của Tập đoàn quân số 6 vẫn được giữ nghiêm minh cho đến tận giờ phút cuối cùng, khi mọi người đều nhận thấy rằng kháng cự là vô ích. Bản thân Tư lệnh Friedrich Paulus cũng tuân thủ nghiêm ngặt mệnh lệnh của Hitler bất chấp các tướng lĩnh Đức khác - kể cả Von Manstein - khẩn khoản yêu cầu ông nhanh chóng mở một cuộc phá vây thoát ra ngoài.

### Vinh danh

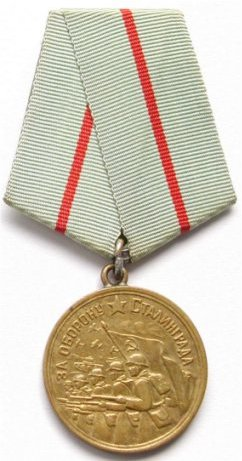
759.560 binh sĩ, sĩ quan Liên Xô được trao tặng huân chương vì đã lập công trong chiến dịch Stalingrad từ 17 tháng 7 năm 1942 đến 2 tháng 2 năm 1943

Trong trận Stalingrad này, dù đã hứng chịu tổn thất to lớn (hơn cả thiệt hại của quân Đức) mà Hồng quân hoàn toàn đánh bại một lực lượng tinh nhuệ hạng nhất trong quân lực Đức trên Mặt trận Nga - Tập đoàn quân thứ sáu của Paulus, chứ không phải là những đội hình yếu ớt và tuyệt vọng như ở trận Berlin vào năm 1945. Vì sự dũng cảm và anh hùng của các chiến sĩ Hồng quân bảo vệ thành phố, năm 1945 Stalingrad được phong danh hiệu Thành phố Anh hùng. Tháng 10 năm 1967, 24 năm sau ngày diễn ra trận đánh, tượng đài Mẹ Tổ quốc kêu gọi được dựng lên ngọn đồi Mamayev Kurgan, đỉnh cao của thành phố. Đây cũng là nơi xây dựng khu tượng đài nổi tiếng rất to lớn để ghi nhớ trận đánh và tên của hơn một triệu chiến sĩ Hồng quân Xô Viết đã hi sinh tại Stalingrad. Khu phức hợp nhằm kỷ niệm các liệt sĩ trận vong tại Stalingrad bao gồm cả những ngôi nhà đổ nát trong thành phố được mọi người giữ nguyên trạng nhằm kỷ niệm trận đánh. Những chứng tích về các trận đánh ở Kho thóc Lớn, ở ngôi nhà Pavlov vẫn được bảo tồn để mọi người tham quan. Khoảng 50 năm sau trận ác chiến, những đống xương khô hãy còn phủ đầy các ngọn đồi gần thành phố. Và đến tận bây giờ hài cốt của các liệt sĩ và những mảnh sắt thép vụn vẫn được tìm thấy trên đồi Mamayev như một biểu tượng của sự hi sinh to lớn của các chiến sĩ cũng như của thắng lợi rực rỡ của Hồng quân tại trận đánh mang tính bước ngoặt này.
Huân chương Suvorov hạng nhất đã được trao tặng cho G.K.Zhukov, A.M.Vasilevsky, N.N. Voronov, N.F.Vatutin, A.I.Yeryomenko, K.K.Rokossovsky vì có thành tích góp phần vào công tác lãnh đạo chung đưa cuộc phản công ở Stalingrad đến thắng lợi to lớn. Rất nhiều tướng lĩnh, sĩ quan, hạ sĩ quan, chiến sĩ cũng được khen thưởng. Trung tướng Aleksandr Rodimtsev, Tư lệnh sư đoàn cận vệ số 13 được phong tặng danh hiệu Anh hùng Liên bang Xô Viết. Còn, thống chế Đức Friedrich Paulus bị bắt làm tù binh, ông tham gia vào một tổ chức của các tướng lĩnh Đức bị bắt làm tù binh, với mục đích kêu gọi chế độ Hitler chấm dứt chiến tranh và đàm phán với Liên Xô. Ông được thả vào năm 1953 và trở thành thanh tra công an ở Đông Đức vào cuối đời. Ông qua đời tại đây vào năm 1957.
Sau khi I. V. Stalin chết (1953), cùng với trào lưu chống sùng bái cá nhân Stalin, ban lãnh đạo Liên Xô đã đổi tên thành phố Stalingrad thành Volgograd nhưng trận chiến vĩ đại ở đây vẫn mang tên là trận Stalingrad.
Chiến thắng tại Stalingrad đã giúp cho uy tín cũng như vị thế chính trị của Stalin, Liên Xô và phong trào cộng sản được nâng cao đáng kể trên toàn thế giới. Tờ báo The Daily Telegraph của Anh đã ca ngợi tinh thần chiến đấu của binh sĩ Liên Xô và tuyên bố chiến thắng của Hồng quân tại Stalingrad đã "cứu vãn nền văn minh châu Âu" . Nước Anh cũng tổ chức một ngày lễ kỉ niệm được gọi là "Ngày Hồng quân" vào ngày 23 tháng 2 năm 1943, tròn 3 tuần sau chiến thắng này. Vua Geogre VI của Anh còn cho rèn một thanh gươm được gọi là Gươm Stalingrad, thanh gươm này về sau đã được đích thân Thủ tướng Anh Churchill trao tặng cho Stalin tại Hội nghị Tehran năm 1943 . Tổng thống Mỹ Roosevelt cũng đã gửi một bức điện chúc mừng chiến thắng của Stalin và Liên Xô, trong đó ông đã gọi trận đánh Stalingrad là "một trong những chương đáng tự hào nhất trong cuộc đấu tranh của các dân tộc trên toàn thế giới chống lại chủ nghĩa phát xít".

## Trong văn hóa đại chúng
Các điều kiện khắc nghiệt của trận chiến bao gồm mùa đông Nga khủng khiếp gây ra cái lạnh và cái đói cho quân Đức đã được thể hiện trong một số bộ phim của Đức, Nga Lưu trữ ngày 28 tháng 6 năm 2011 tại Wayback Machine, Anh và Hoa Kỳ. Trận đánh cũng được thể hiện trong một số tác phẩm văn học vì tầm quan trọng của nó trong việc đẩy lui quân xâm lược Đức và cả về sự khốc liệt và tàn bạo của chiến trường, nơi con số binh sĩ thương vong thuộc dạng kinh hoàng đến mức chưa từng có trước đây.

## Vũ khí được sử dụng
Hồng quân Xô Viết: súng ngắn Tokarev TT-33, súng ngắn ổ quay Nagant 1895; súng tiểu liên PPSh-41, PPS-42 và PPS-43, PPD-40; súng trường Mosin Nagant M91/30 (phiên bản bình thường lẫn phiên bản bắn tỉa), Mosin Nagant M38 Carbine, súng trường bán tự động SVT-40; trung liên Degtyarov DP-28; súng máy Maxim M1910, súng máy hạng nặng DShK; lựu đạn F1, RPG-40 và RGD-33; xe tăng T-26, T-34, súng trường chống tăng PTRS-41 và PTRD, chai xăng...
Phát xít Đức: súng ngắn Luger P08, Walther P38, Walther PPK, súng tiểu liên MP-38 và MP-40, súng trường Karabiner 98k, súng trường bán tự động Gewehr 43 và Gewehr 41, trung liên FG-42, súng máy MG-34, súng máy MG-42, lựu đạn M24, súng chống tăng Panzerschreck, súng phòng không Flak-38, xe tăng Panzer II, Panzer III, Panzer IV, pháo tự hành StuG-3...

### Tiếng Việt
- Beevor, Antony (2018), Stalingrad - Trận chiến định mệnh, Trịnh Huy Ninh dịch, Hà Nội: Nhà xuất bản Hồng Đức và Công ty cổ phần Sách Omega.
- Chuikov (1985), Xta-lin-grát trận đánh của thế kỷ. Nguyễn Hữu Thân dịch, Trần Anh Tuấn hiệu đính, Hà Nội: Nhà xuất bản Quân đội nhân dân.
- Stemenco (1985), Bộ Tổng tham mưu Xô-viết trong chiến tranh (hồi ký), Trần Anh Tuấn dịch, Moskva: Nhà xuất bản Tiến bộ, 2 quyển.
- Vasilevsky, Sự nghiệp cả cuộc đời (hồi ký), Moskva: Nhà xuất bản Tiến bộ.
- Zhukov, Georgi Konstantinovich (1987), Nhớ lại và suy nghĩ (hồi ký), Hà Nội: Nhà xuất bản Quân đội nhân dân, 3 tập.

### Tiếng Anh
- von Manstein, Erich (1982). Lost Victories. St. Paul, MN: Zenith Press. ISBN 0-603-2054-3. {{Chú thích sách}}: Kiểm tra giá trị |isbn=: số con số (trợ giúp)
- Overy, Richard (1997). Russia's War. United Kingdom: Pengiun. ISBN 0-14-027169-4.
- Baird, Jay W (1969). The Myth of Stalingrad, Journal of Contemporary History, Sage Publications, Ltd.
- Beevor, Antony (1999). Stalingrad: The Fateful Siege: 1942-1943. New York: Penguin Books.
- Bernig,Jorg (1997). Eingekesselt: Die Schlacht um Stalingrad im deutschsprachigen Roman nach 1945: (German Life and Civilization Journal No 23),: Peter Lang publishers.
- Clark, Alan (1965). Barbarossa: the Russian-German conflict OCLC 154155228
- Craig, William (1973). Enemy at the Gates: The Battle for Stalingrad New York: Penguin Books (paperback, ISBN 0-14-200000-0)
- Dibold, Hans (2001) Doctor at Stalingrad. Littleton, CO: Aberdeen, (hardcover, ISBN 0-9713852-1-1).
- Einsiedel, Heinrich Graf von; Wieder, Joachim. Stalingrad: Memories and Reassessments. New York: Sterling Publishing, 1998 (paperback, ISBN 1-85409-460-2); London: Cassell, 2003 (paperback, ISBN 0-304-36338-3).
- Erickson, John. The Road to Stalingrad: Stalin's War with Germany, Vol. 1. Boulder, CO: Westview Press, 1984 (hardcover, ISBN 0-86531-744-5); New York: HarperCollins Publishers, 1985 (hardcover, ISBN 0-586-06408-7); New Haven, CT; London: Yale University Press, 1999 (paperback, ISBN 0-300-07812-9); London: Cassell, 2003 (paperback, ISBN 0-304-36541-6).
- Golovanov, A.Ye.(2004) Dalnyaya bombardirovochnaya. Delta NB, Moscow.
- Goodwin, Doris Kearns (1994). No Ordinary Time: Franklin and Eleanor Roosevelt: The Home Front in World War II New York: Simon & Schuster (paperback, ISBN 0-671-64240-5)
- Holl, Adelbert. (2005) An Infantryman In Stalingrad: From ngày 24 tháng 9 năm 1942 to ngày 2 tháng 2 năm 1943. Pymble, NSW, Australia: Leaping Horseman Books (hardcover, ISBN 0-9751076-1-5).
- Hoyt, Edwin Palmer. (1999) 199 Days: The Battle for Stalingrad. New York: A Forge Book, (paperback, ISBN 0-312-86853-7).
- Jones, Michael K. (2007) Stalingrad: How the Red Army Survived the German Onslaught. Drexel Hill, PA: Casemate, (hardcover, ISBN 978-1-932033-72-4)
- Walter Moss, A History of Russia: Since 1855, Tập 2, Anthem Press, 2005. ISBN 1-84331-034-1.
- MacDonald, John. (1986) Great Battles of World War II. London: Michael Joseph books.
- Manstein, Erich von; Powell, Anthony G. (Ed. & Trans.); Liddell Hart, B. H. (Preface); Blumenson, Martin (Introduction) (2004). Lost Victories: The War Memoirs of Hitler's Most Brilliant General. St. Paul, MN: Zenith Press. ISBN 0-7603-2054-3.
- Mayer, SL & Taylor, AJP (1974). History of World War II. London: Octopus Books. ISBN 0-7064-0399-1 & ISBN 978-0-7064-0399-2
- Raus, Erhard. Panzer Operations: The Eastern Front Memoir of General Raus, 1941-1945, compiled and translated by Steven H. Newton. Cambridge, MA: Da Capo Press, 2003 (hardcover, ISBN 0-306-81247-9); 2005 (paperback, ISBN 0-306-81409-9).
- Rayfield, Donald. Stalin and His Hangmen: The Tyrant and Those Who Killed for Him. New York: Random House, 2004 (hardcover, ISBN 0-375-50632-2); 2005 (paperback, ISBN 0-375-75771-6).
- Peter Antill, Peter Dennis, Stalingrad 1942[liên kết hỏng], Osprey Publishing, 19-06-2007. ISBN 1-84603-028-5.
- Roberts, Geoffrey. (2002) Victory at Stalingrad: The Battle that Changed History. New York: Longman, (paperback, ISBN 0-582-77185-4).
- Samsonov A.M., (1989) Stalingrad Battle, 4th ed. re-edited and added-to, Moscow, Science publishing. tiếng Nga: Самсонов А.М. Сталинградская битва, 4-е изд., испр. и доп.— М.: Наука, 1989. (in Russian)
- Shirer, William L. (1960). The Rise and Fall of the Third Reich: A History of Nazi Germany New York: Simon & Schuster.
- Snyder, David R. (2005). Review in The Journal of Military History 69 (1), 265-266.
- Taylor, A.J.P. and Mayer, S.L., eds. (1974) A History Of World War Two. London: Octopus Books. ISBN 0-7064-0399-1.

### Tư liệu tiếng Việt
- A. M. Vailevsky, Sự nghiệp cả cuộc đời (bản tiếng Việt), NXB Tiến bộ, Moskva, 1986
- G. K. Zhukov, Nhớ lại và suy nghĩ - Tập 2 (bản tiếng Việt), NXB Quân dội Nhân dân, Hà Nội, 1987.
- V. I. Tchuikov, Stalingrad - trận đánh của thế kỷ (bản tiếng Việt). NXB Quân đội Nhân dân, Hà Nội. 1985
- S. M. Stemenko, Bộ Tổng tham mưu Xô Viết trong chiến tranh - Tập 1 (bản tiếng Việt), NXB Tiến bộ, Moskva, 1985

### Tư liệu tiếng Nga
- Trang web chính thức của Bảo tàng Toàn cảnh Volgograd
- Сталинградская битва (bằng tiếng Nga), lưu trữ bản gốc ngày 4 tháng 2 năm 2008, truy cập ngày 3 tháng 10 năm 2005

### Tư liệu tiếng Đức
- Stalingrad - Bilder einer erbitterten Schlacht

### Tư liệu tiếng Xécbi
- Chiến dịch Blau Lưu trữ ngày 12 tháng 5 năm 2009 tại Wayback Machine
- Trận Stalingrad Lưu trữ ngày 24 tháng 5 năm 2009 tại Wayback Machine
- Chiến dịch Sao Thiên Vương Lưu trữ ngày 31 tháng 5 năm 2009 tại Wayback Machine
- Thảm họa của Tập đoàn quân số 6 Lưu trữ ngày 31 tháng 5 năm 2009 tại Wayback Machine

### Tư liệu tiếng Anh
- Trận Stalingrad Lưu trữ ngày 29 tháng 6 năm 2011 tại Wayback Machine Trên báo The Times
- Tóm tắt diễn biến chiến dịch Lưu trữ ngày 3 tháng 5 năm 2011 tại Wayback Machine
- Stalingrad-info.com, tài liệu của Nga về bản đồ tác chiến, ảnh chụp, di tích,... trận đánh - đã được dịch sang tiếng Anh
- Trận Stalingrad với bản đồ, tranh ảnh, video minh họa cùng các nguồn sơ cấp và thứ cấp
- Stalingrad Battle 1942–1943
- Thông tin, tranh ảnh và bản đồ Trận Stalingrad Lưu trữ ngày 2 tháng 9 năm 2008 tại Wayback Machine
- Battle Of Stalingrad - The Tide of the Second World War Turns Decisively in Favour of the Allies
- The Battle of Stalingrad in Film and History Được viết theo cách nhìn của những người cộng sản và những người cánh tả.
- Soviet Artilleryman's Story Of Stalingrad: Isaak Kobylyanskiy
- Roberts, Geoffrey. "Victory on the Volga", The Guardian, 28 tháng 2 năm 2003
- The Great Battle on the Volga Lưu trữ ngày 28 tháng 6 năm 2011 tại Wayback Machine trên Google Video
- Tranh ảnh về Trận Stalingrad Lưu trữ ngày 27 tháng 8 năm 2010 tại Wayback Machine trên WW2-Pictures.com
- Stalingrad Lưu trữ ngày 8 tháng 4 năm 2006 tại Wayback Machine
- Bản đồ diễn biến trận phòng thủ Stalingrad từ ngày 17 tháng 7 đến ngày 12 tháng 9 năm 1942
- Bản đồ diễn biến các trận đánh trong nội đô Stalingrad từ 13 tahsng 9 đến 18 tháng 11 năm 1942
- Bản đồ diễn biến cuộc phản công của quân đội Liên Xô tại khu vực Stalingrad
- Bản đồ diễn biến chiến dịch Sao Thổ, chiến dịch Bão Mùa đông, cuộc đột kích Tatsinskaya và chiến dịch Cái Vòng

### Điện ảnh
- Phim tài liệu của Star Media về "Chiến dịch Stalingrad"